# Каса-Батльо
Каса-Батльо́ (исп. и кат. Casa Batlló; иногда передается на русский как «Бальо», также известен как «Дом Костей») — жилой дом по адресу Пасео-де-Грасия (Passeig de Gràcia), 43, в районе Эшампле (кат. Eixample), Барселона, изначально построенный в 1877 году, а затем полностью перестроенный для нового хозяина, текстильного магната Жозепа Бальо-и-Касановаса, архитектором Антони Гауди в 1904—1906 годах.

## Строительство
Ещё не окончив работы по строительству парка Гуэль, Гауди получил заказ на переделку доходного дома, принадлежащего семейству богатого текстильного фабриканта Жозепа Бальо-и-Касановас и расположенного по соседству с модернистским домом Амалье. Владелец дома собирался снести старое здание 1875 года и построить на его месте новое, но Гауди решил иначе.
Сохранив исходную структуру дома, примыкающего боковыми стенами к двум соседним зданиям, Гауди спроектировал два новых фасада. Главный фасад выходит на проспект Passeig de Gracia, задний — внутрь квартала. Кроме того, Гауди полностью перепланировал нижний этаж и бельэтаж, создав для них оригинальную мебель, и прибавил подвальный этаж, мансарду и асотею (ступенчатую террасу крыши). Две световые шахты были объединены в единый внутренний двор, что позволило улучшить дневное освещение и вентиляцию здания. Идея придания световому двору особого значения, впервые реализованная в доме Батльо, была использована Гауди и в ходе строительства Дома Мила.
Многие исследователи творчества Гауди признают, что реконструкция дома Батльо является началом нового творческого этапа мастера: с этого проекта архитектурные решения Гауди будут диктоваться исключительно его собственным пластическим видением без оглядки на известные архитектурные стили.
Наиболее замечательной особенностью дома Батльо является практически полное отсутствие в его оформлении прямых линий. Волнистые очертания проявляются как в декоративных деталях фасада, высеченных из тёсанного камня, добываемого на барселонском холме Монтжуик, так и в оформлении интерьера. Существует множество толкований символики главного фасада, но, по-видимому, наиболее правильной является интерпретация здания как фигуры гигантского дракона — излюбленного персонажа Гауди, возникающего во многих его творениях. Победа покровителя Каталонии Св. Георгия над драконом может быть аллегорией победы добра над злом. Меч св. Георгия, вонзённый в «хребет дракона», представлен в виде башенки, увенчанной георгиевским крестом, фасад здания изображает сверкающую «чешую» чудища и усеян костями и «черепами» его жертв, которые угадываются в формах колонн бельэтажа и балконов.

## Описание
Здание дома занимает в общей сложности площадь в 4300 м2; высота доходит до 32 метров, хотя до реконструкции пропорции дома значительно отличались. Площадь была 3100 м2, а высота около 21 метра. Здание состоит из восьми этажей и подвала.
Как и в других произведениях Гауди, в доме Батльо тщательно продуманы мельчайшие детали конструкций и декорации. Интересно оформление светового двора, где архитектор создал особую игру светотени: для достижения равномерного освещения Гауди постепенно изменяет цвет керамической облицовки от белого до голубого и синего, интенсифицируя его по мере продвижения снизу вверх и завершая настоящим всплеском лазури в отделке дымовых и вентиляционных труб. Той же цели служит и изменение размеров выходящих в патио окон (они постепенно уменьшаются с высотой). Элегантная и функциональная мансарда дома организована при помощи арок в форме цепных линий, применяемых Гауди и при реализации других проектов.
Все декоративные элементы дома выполнены лучшими мастерами прикладного искусства. Кованые элементы созданы кузнецами братьями Бадия, витражи — стеклодувом Жузепом Пелегри, изразцы — П. Пужолом-и-Баусисом сыном, другие керамические детали выполнил Себастьян-и-Рибо. Облицовка главного фасада была полностью изготовлена в г. Манакор (остров Мальорка). Предметы мебели, созданной Гауди при оформлении интерьера, в настоящее время входят в собрание Дома-музея Гауди в Парке Гуэля.
Каса-Батльо находится рядом с домом Амалье и домом Лео Морера и вместе с ними является частью «Квартала раздора», названного так из-за стилистической неоднородности образующих его модернистских зданий.
В 1962 году Каса-Батльо был объявлен художественным памятником Барселоны, в 1969 году — памятником национального значения, в 2005 году включён в Список Всемирного наследия ЮНЕСКО.

## Галерея

Экстерьер
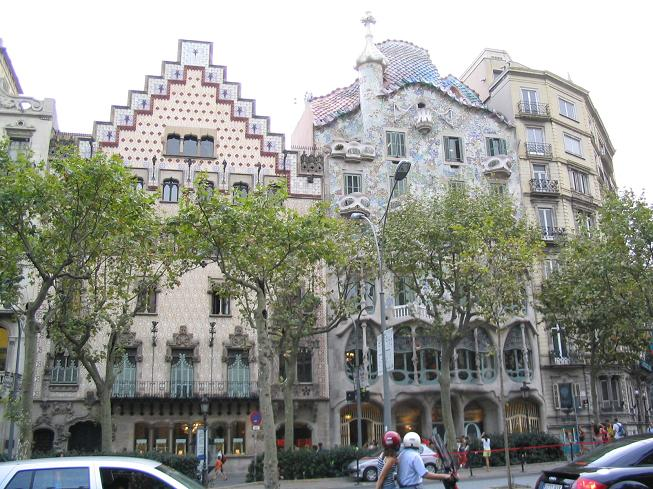
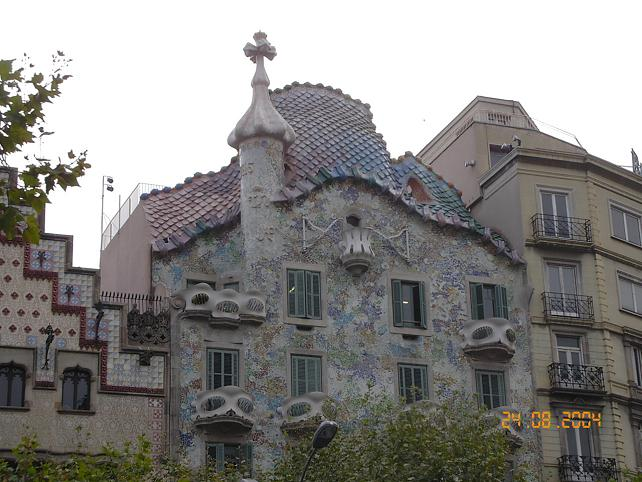
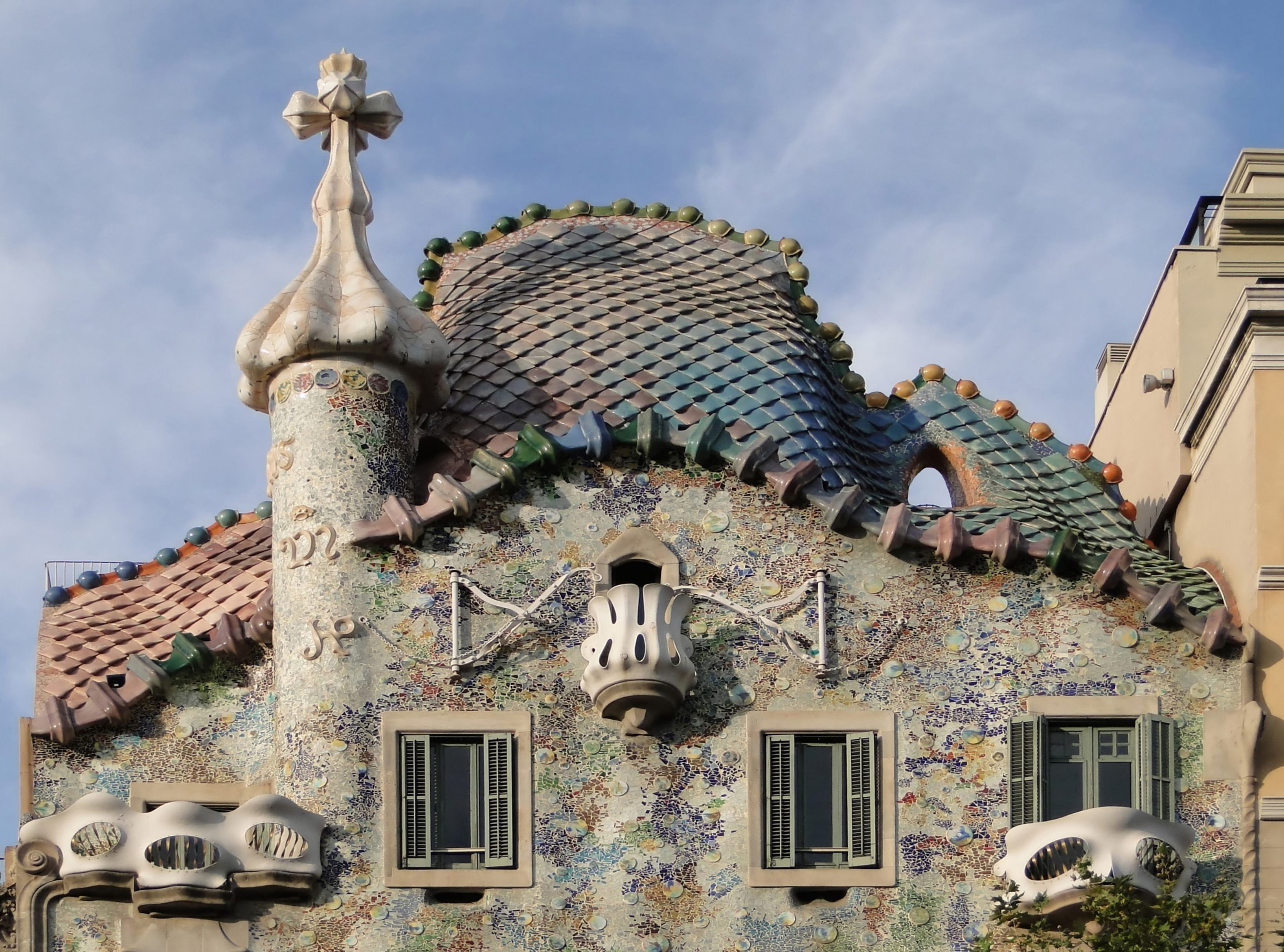
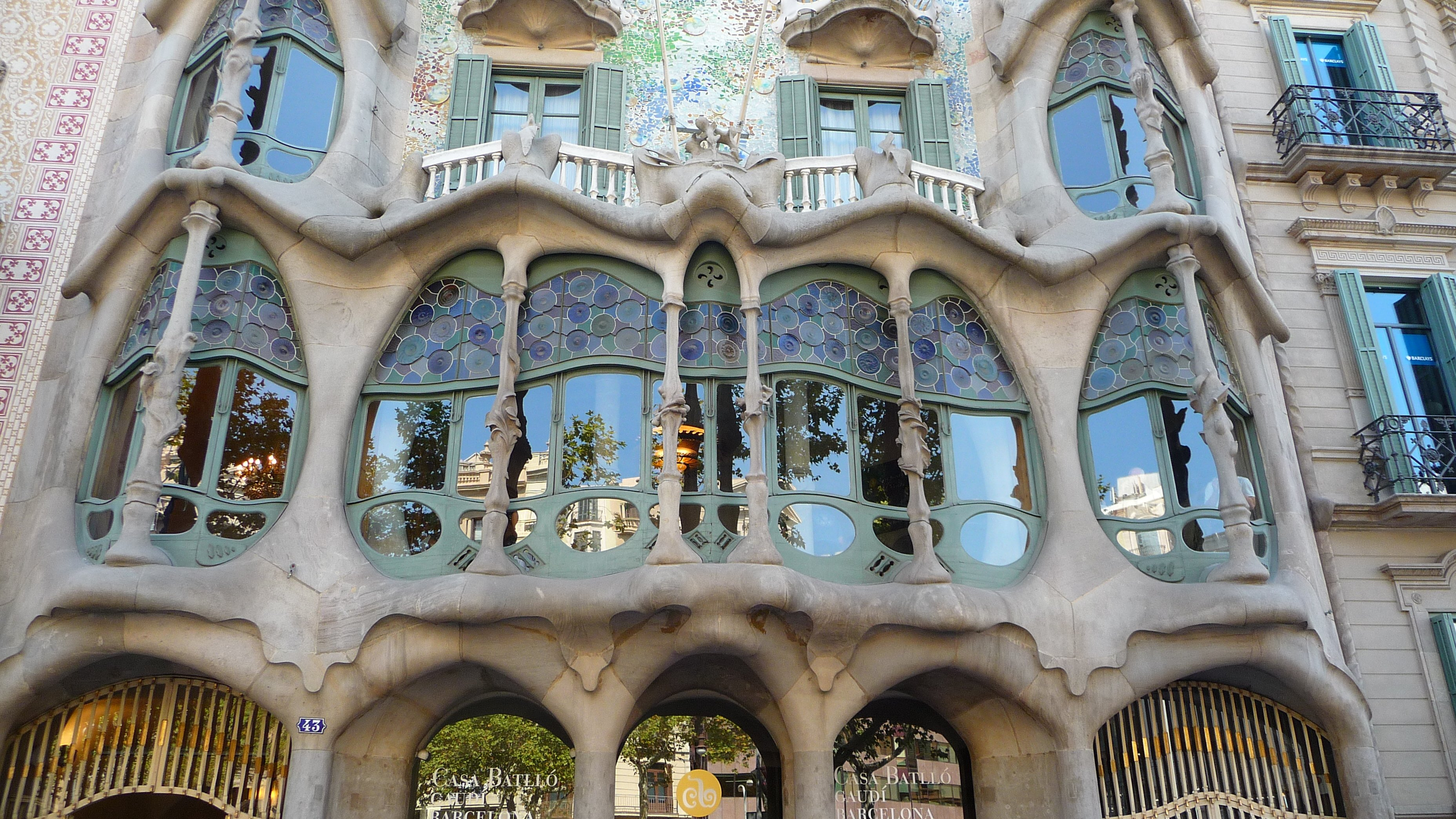
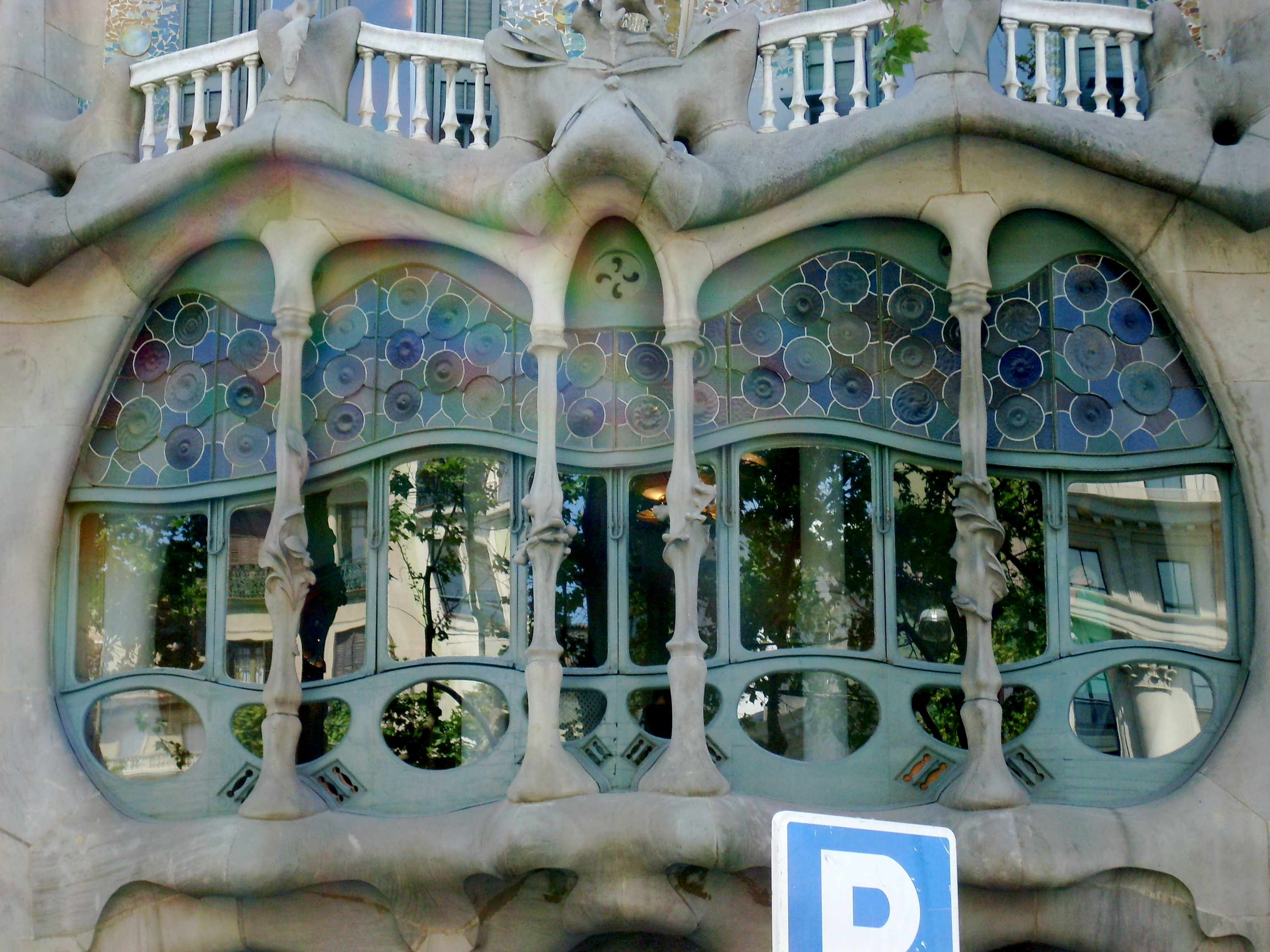

Интерьер
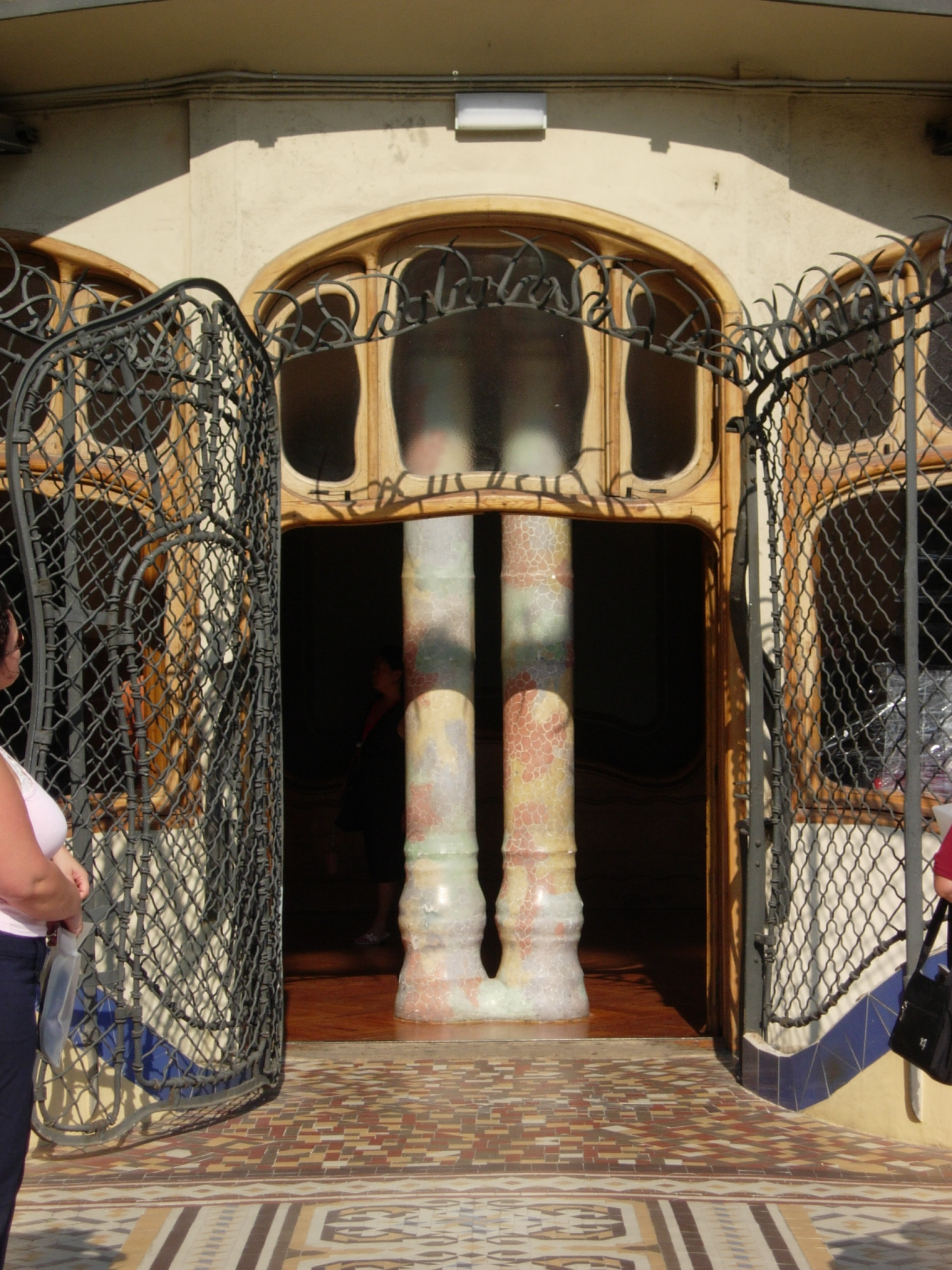
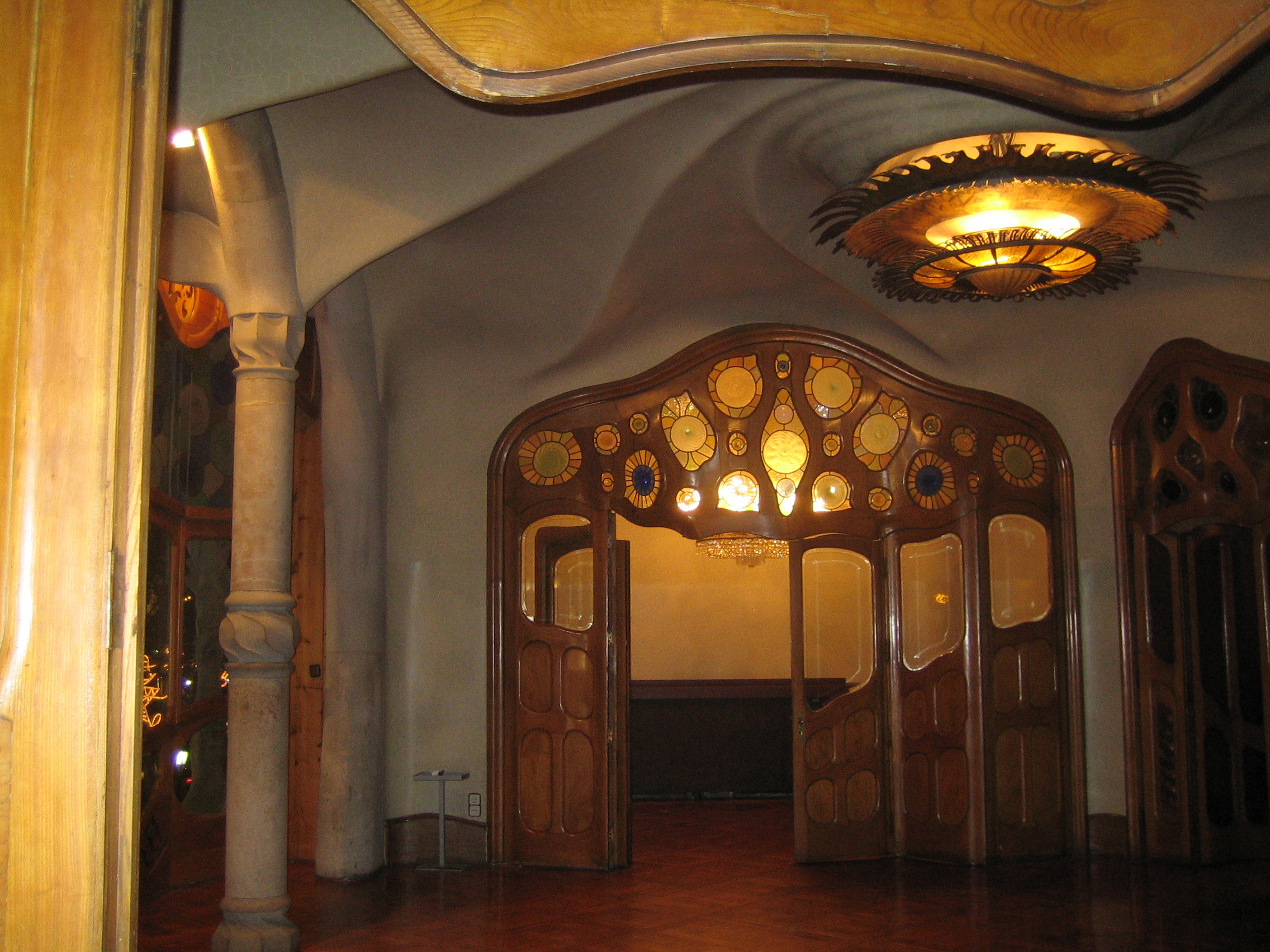
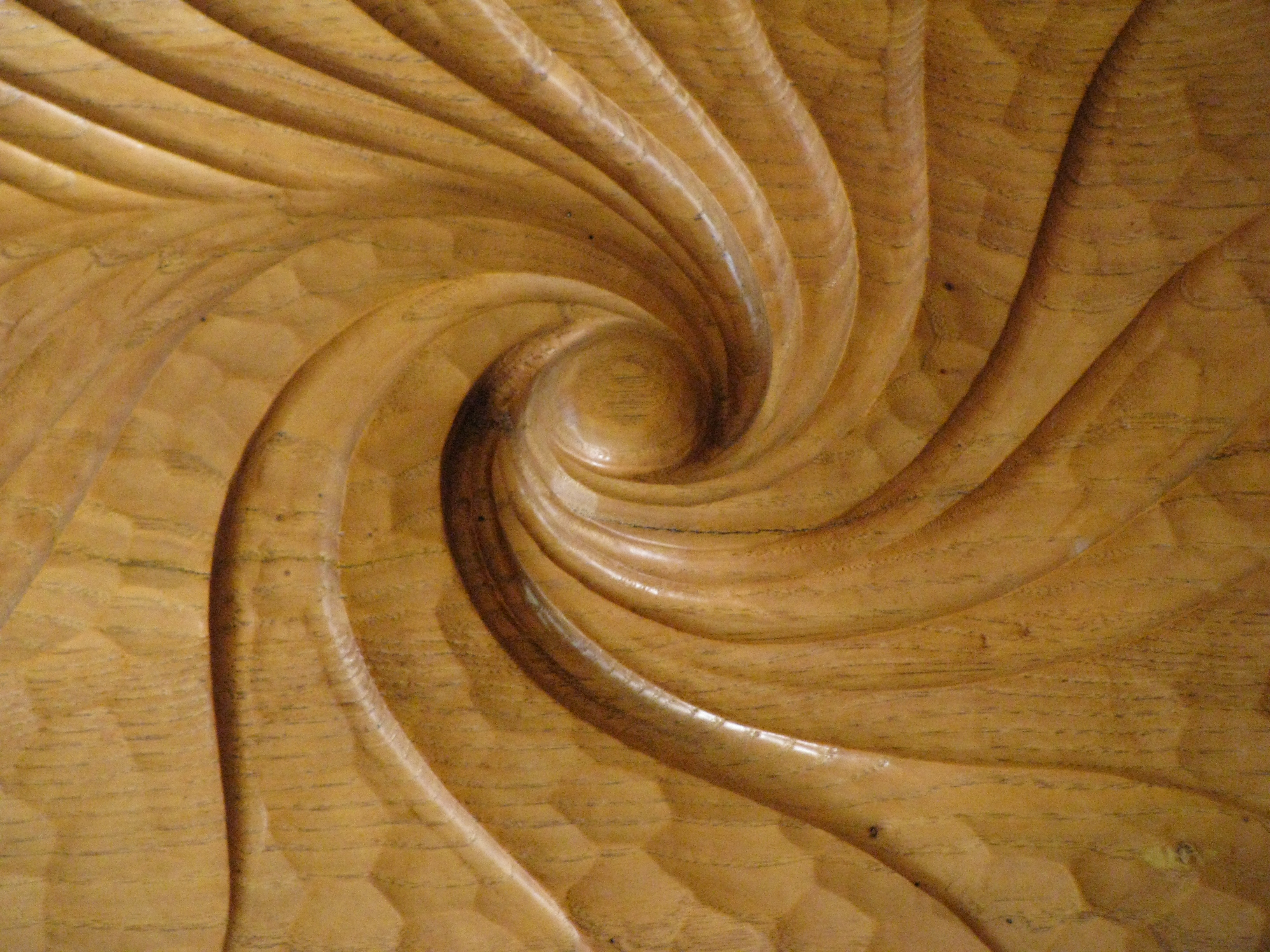
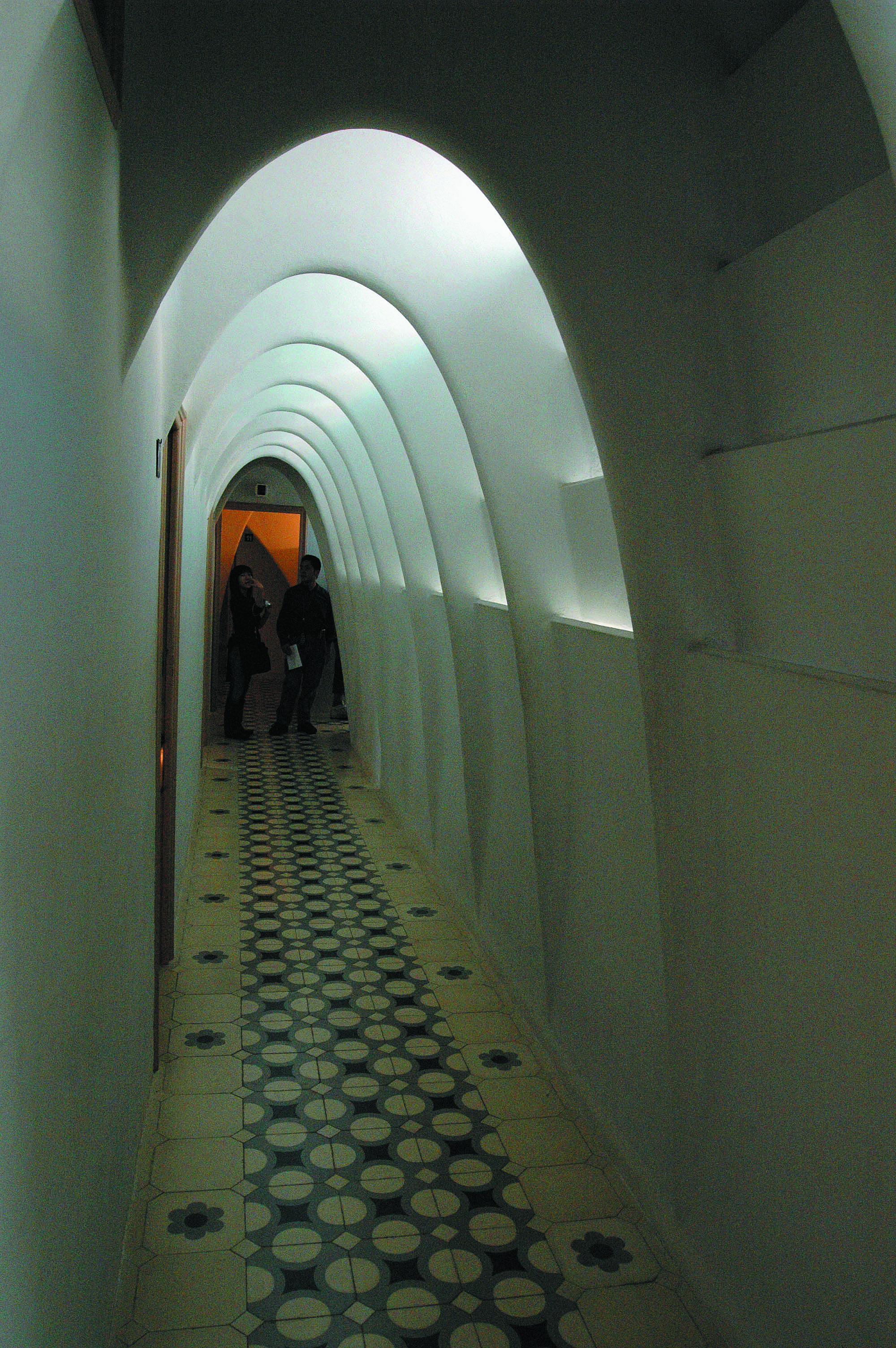
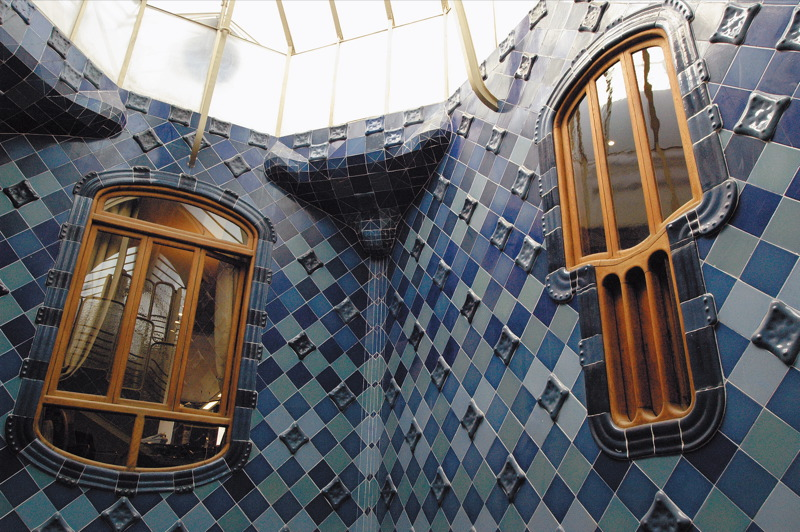
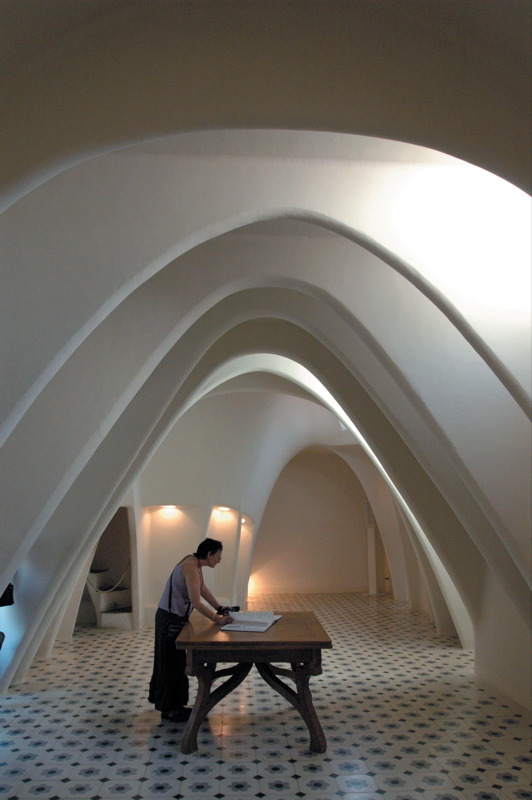
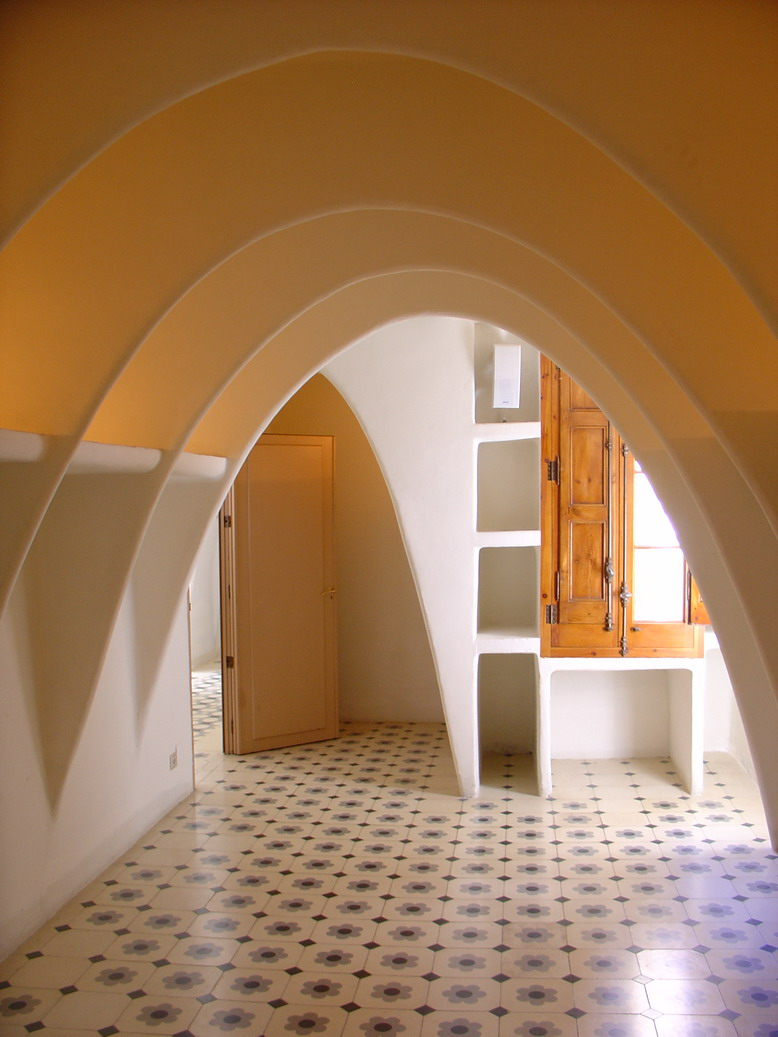
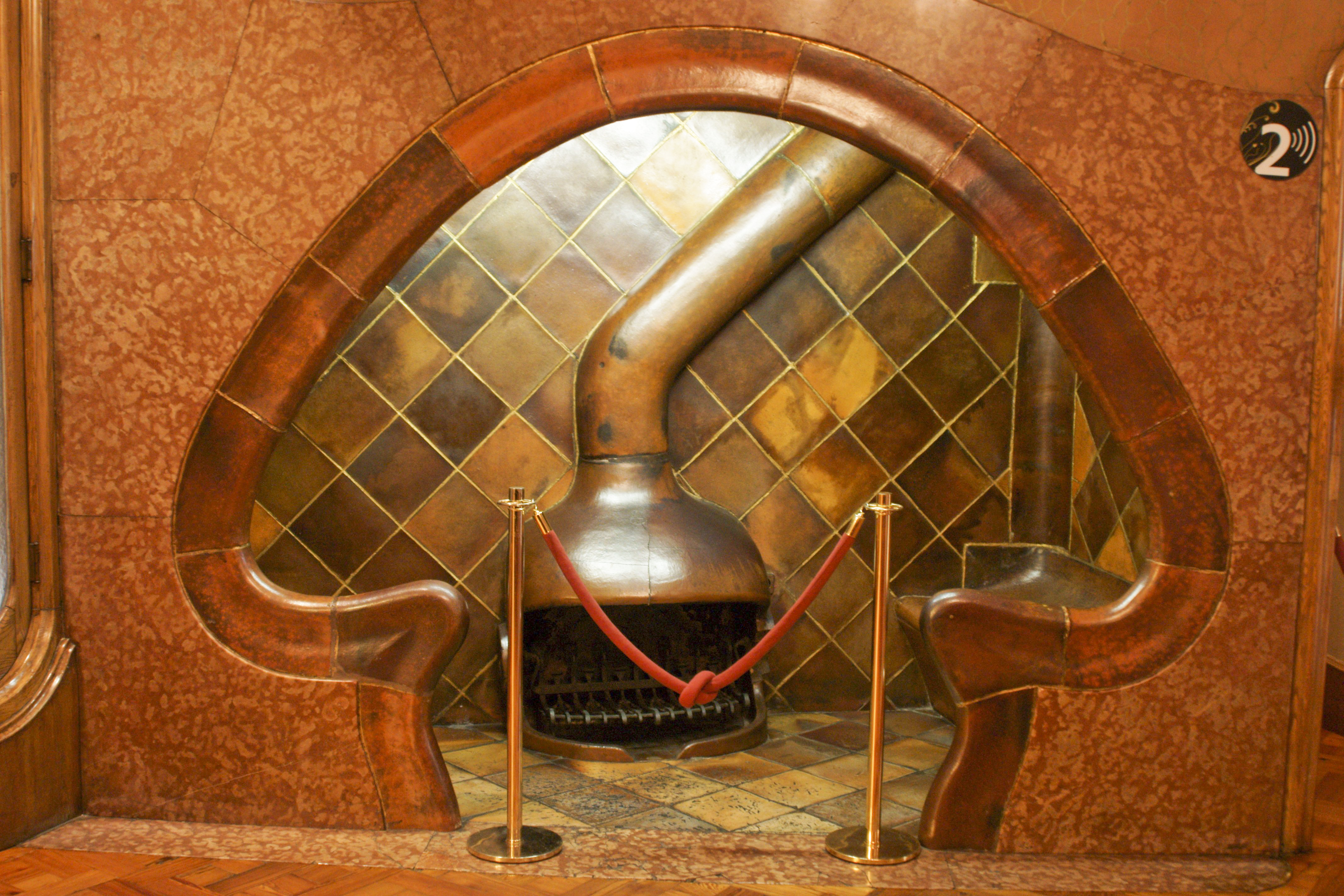
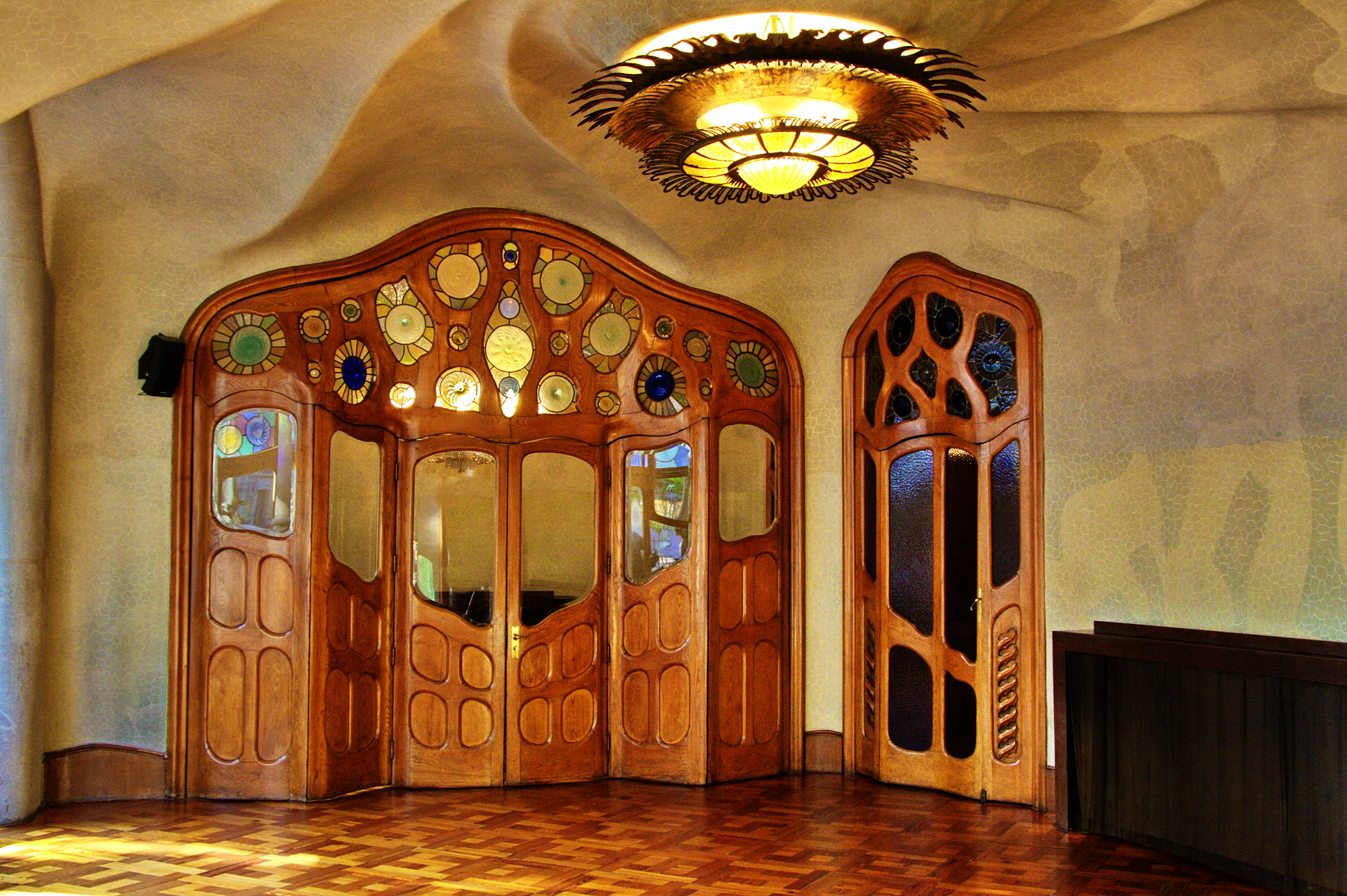
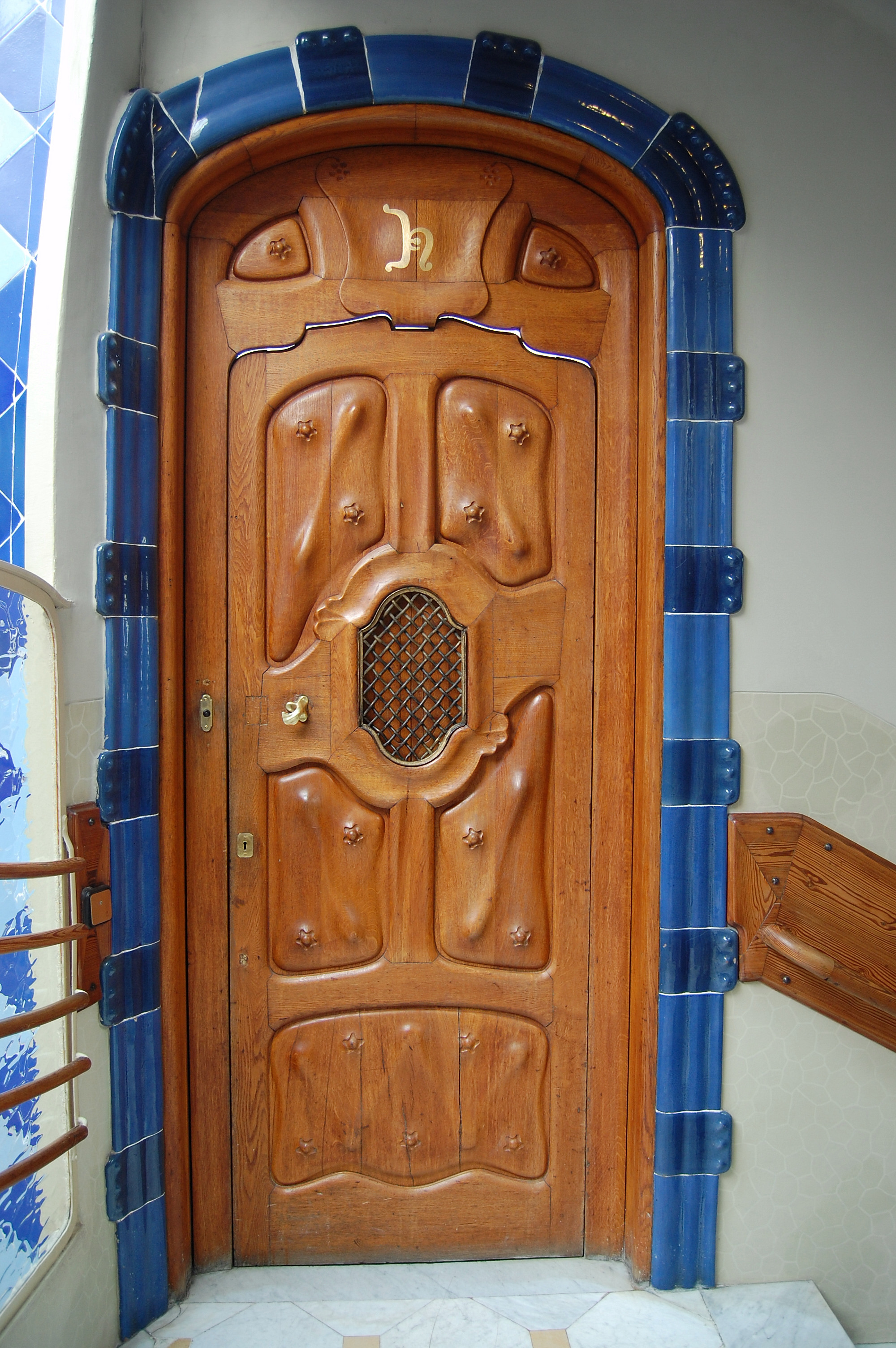
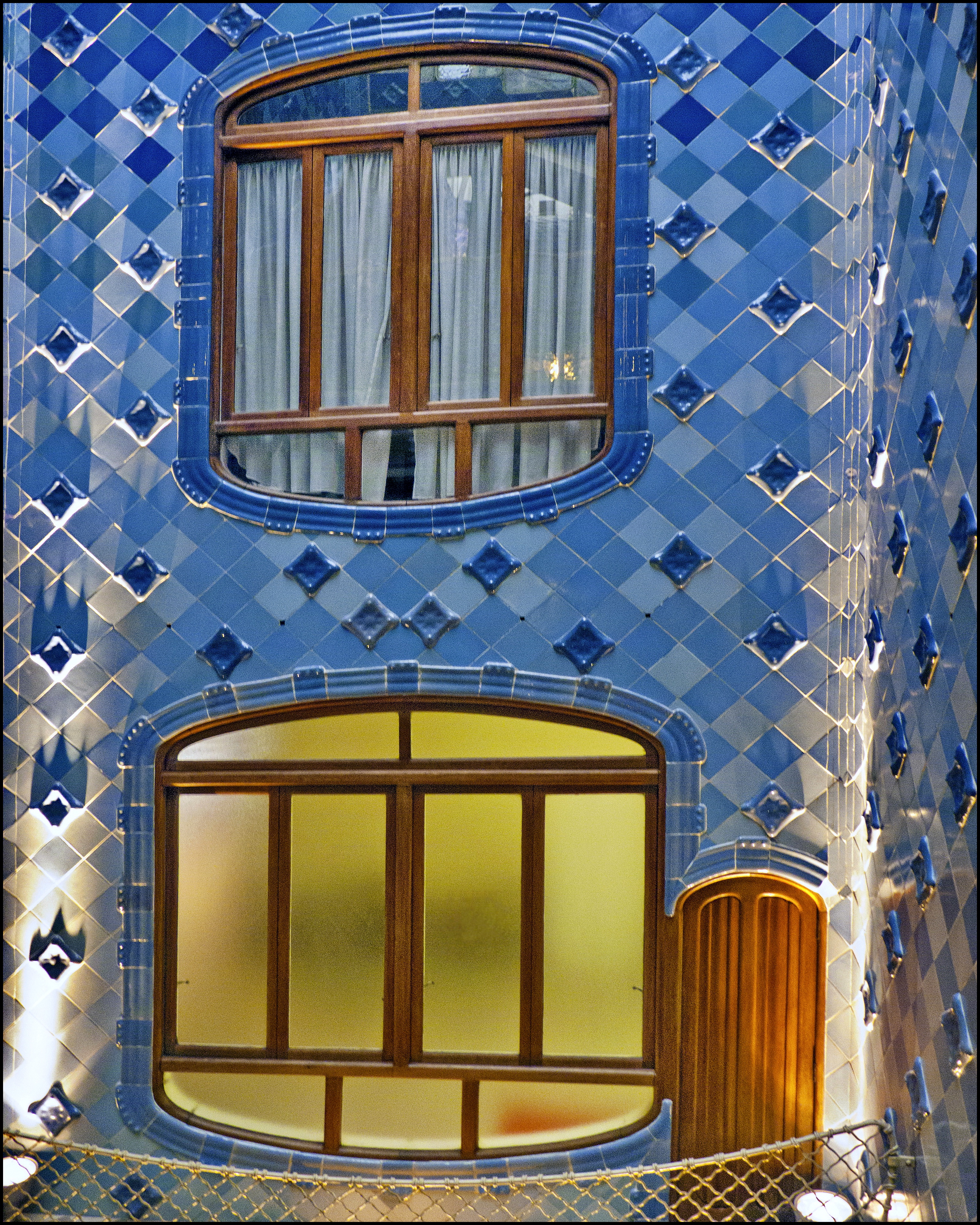
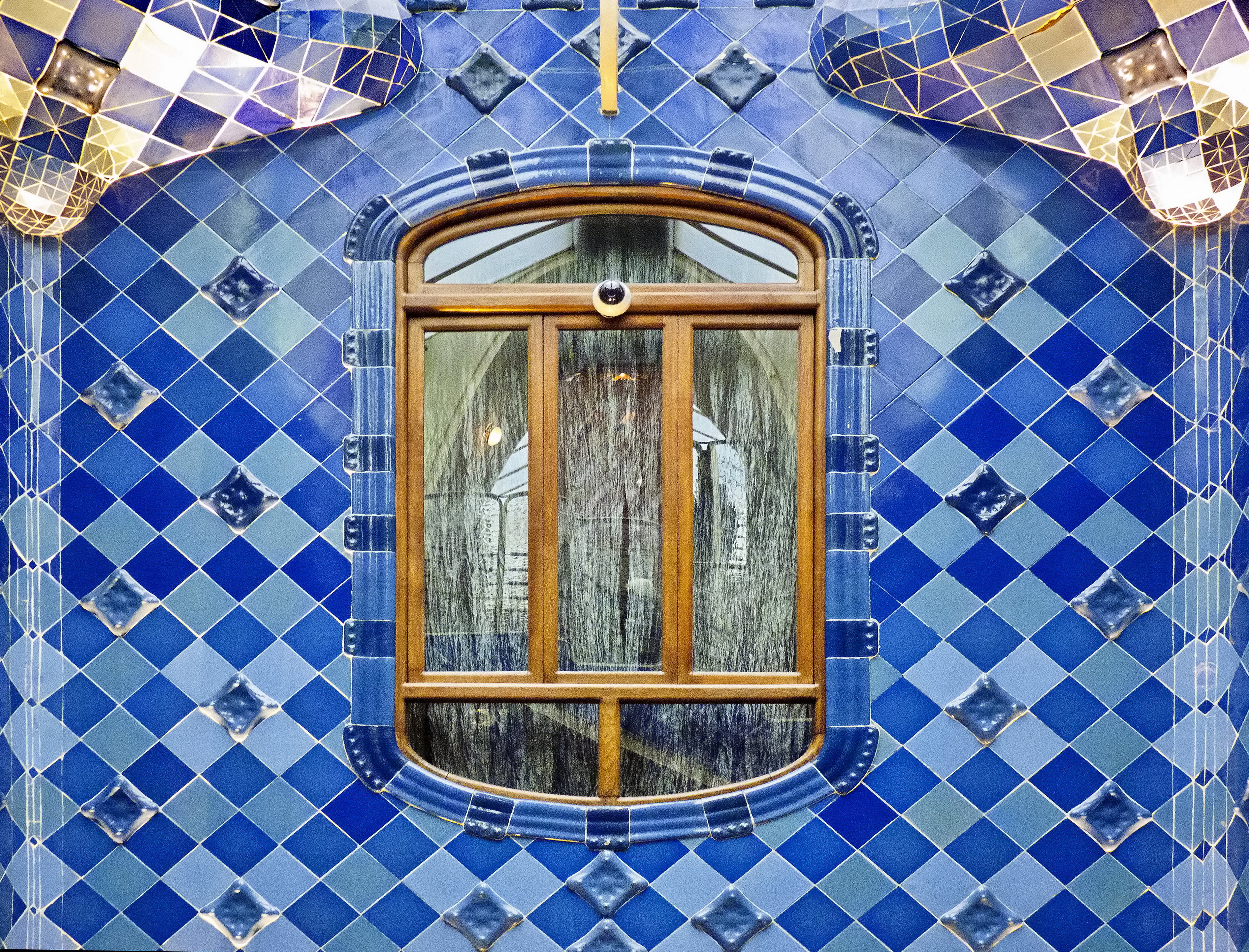
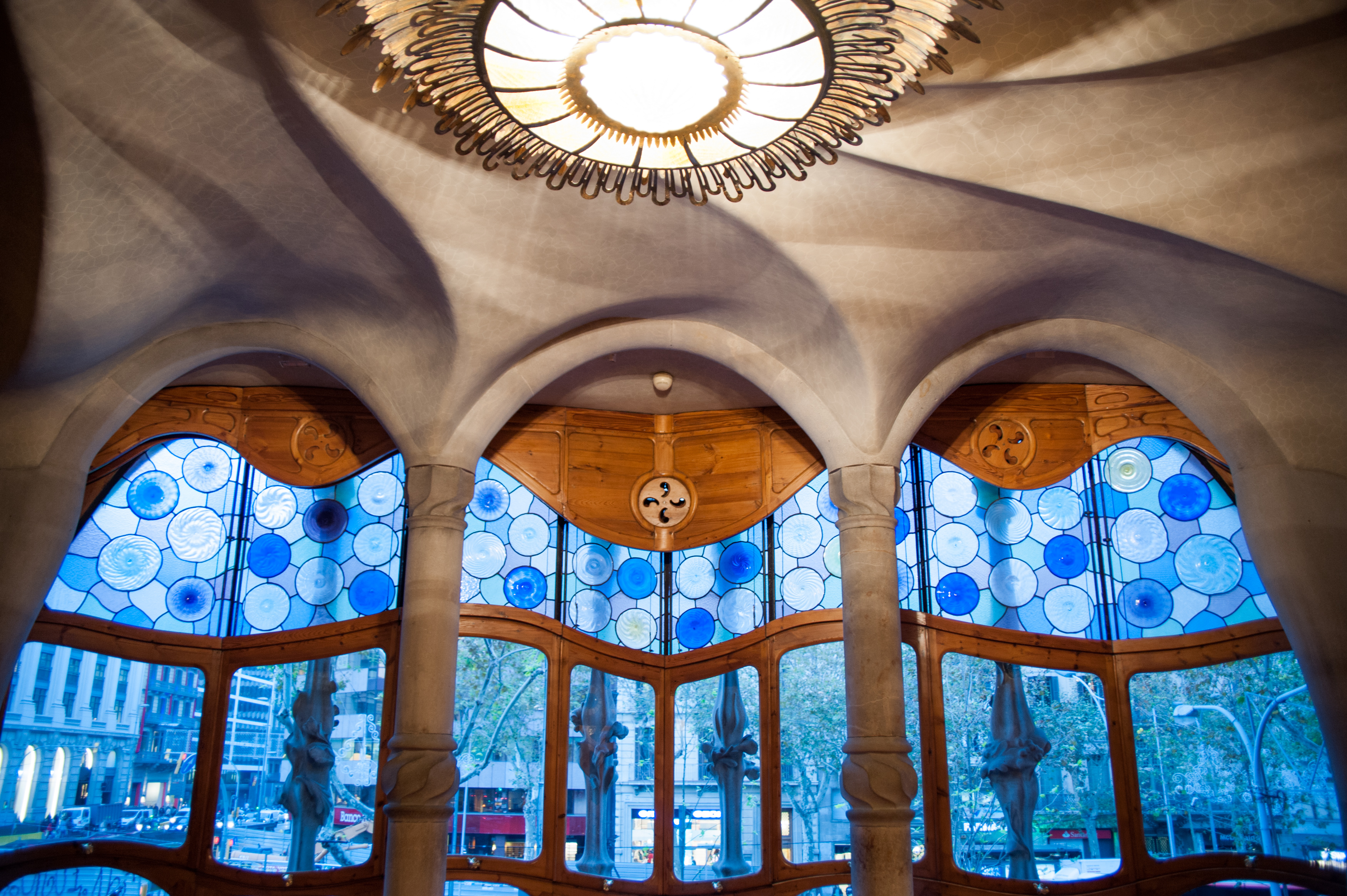
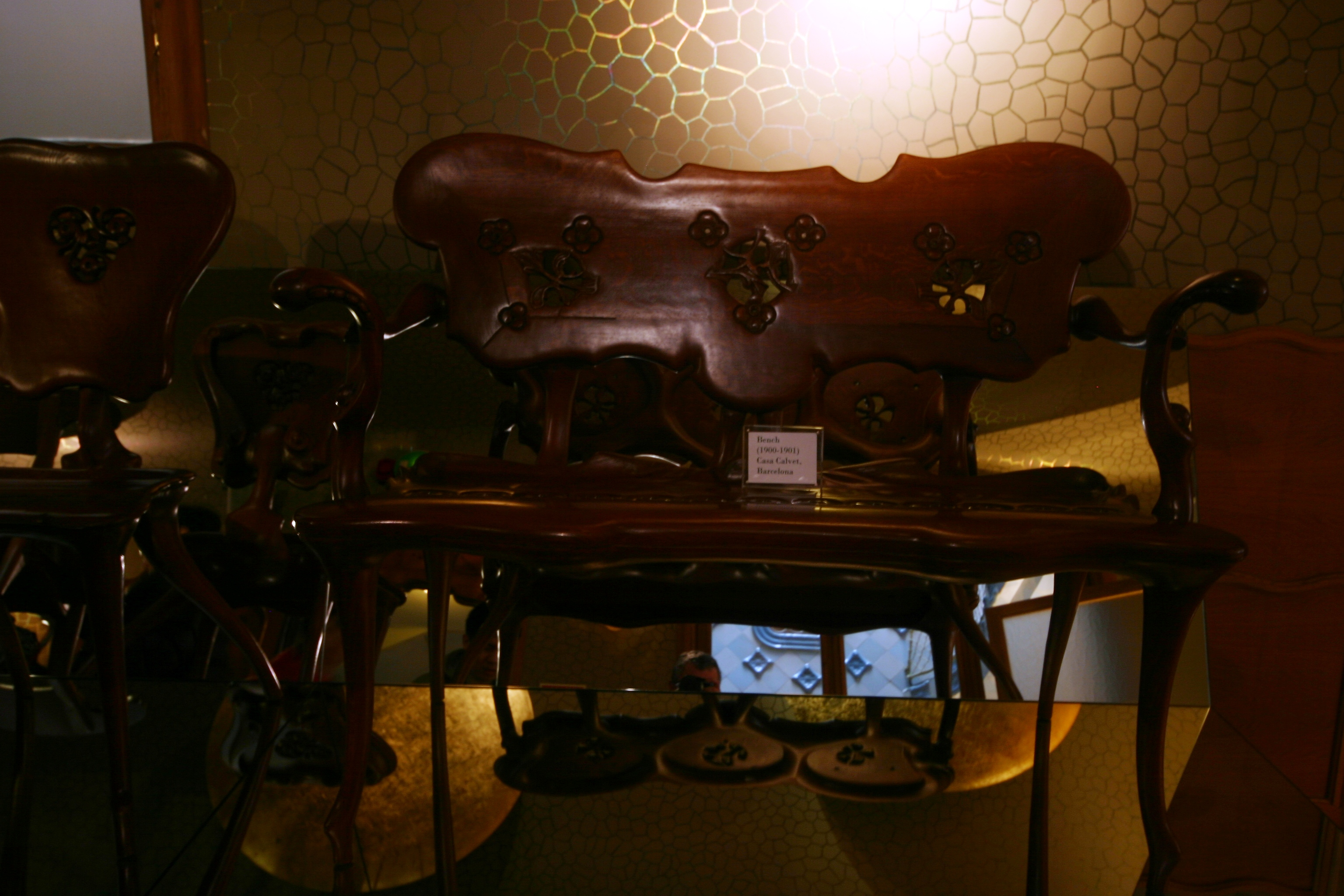
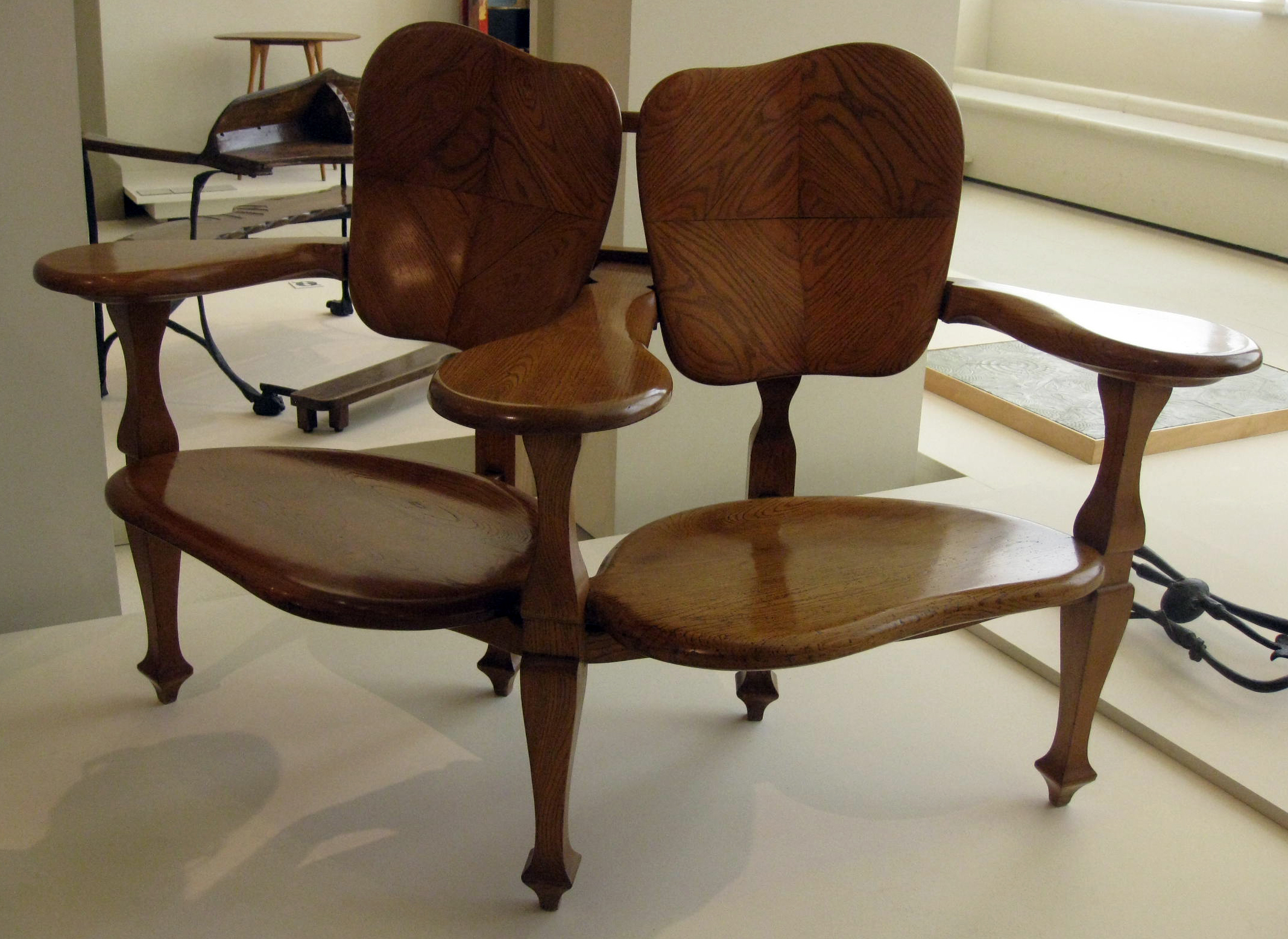
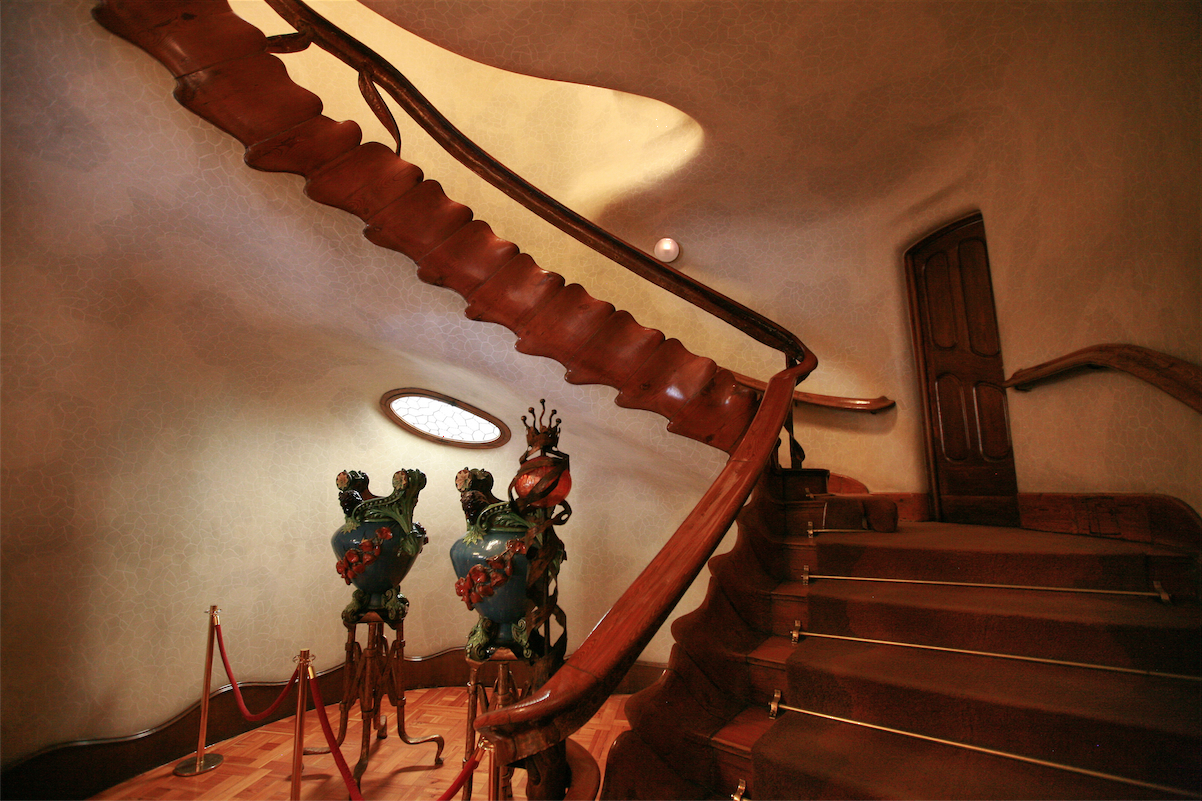
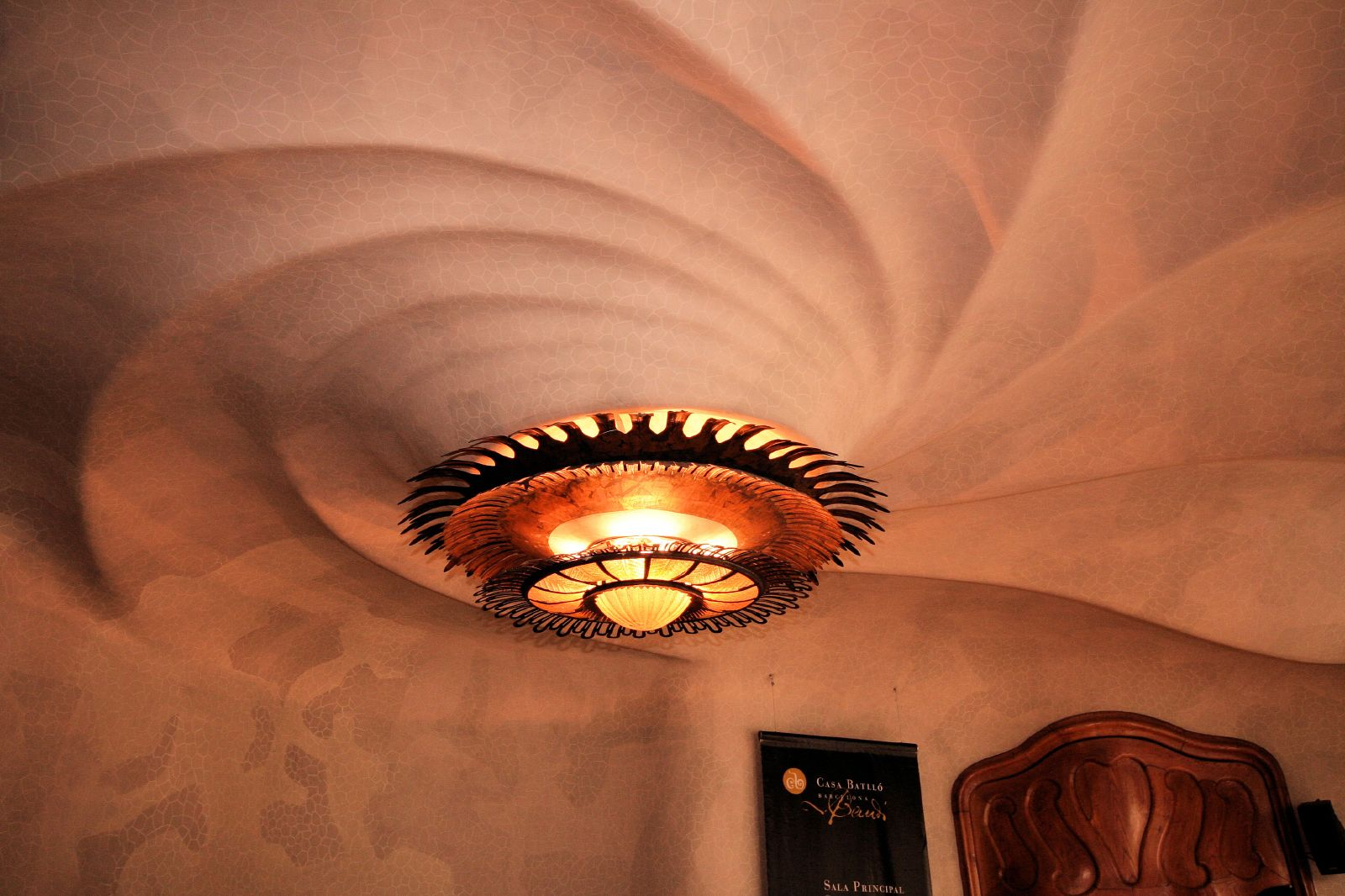
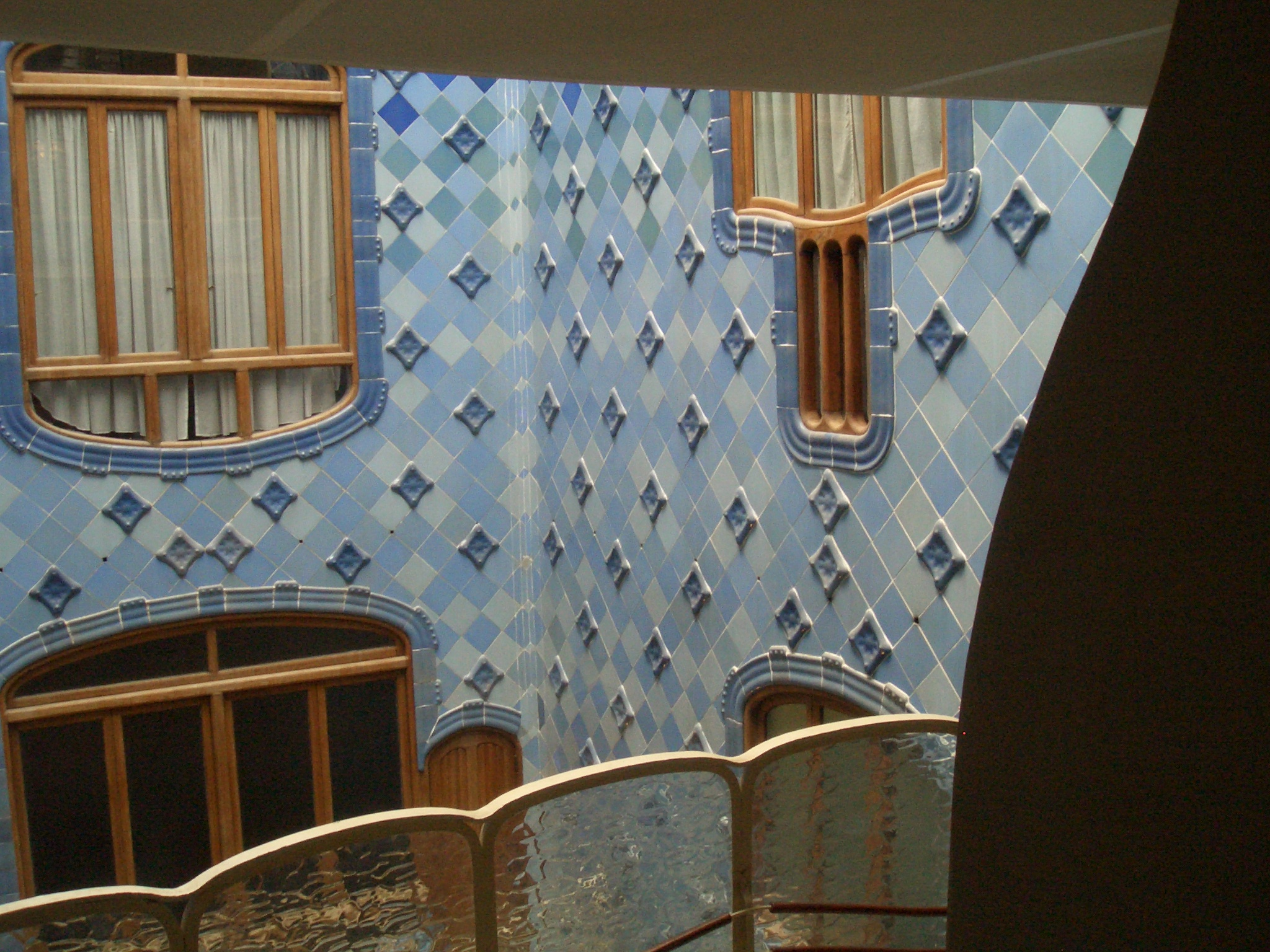
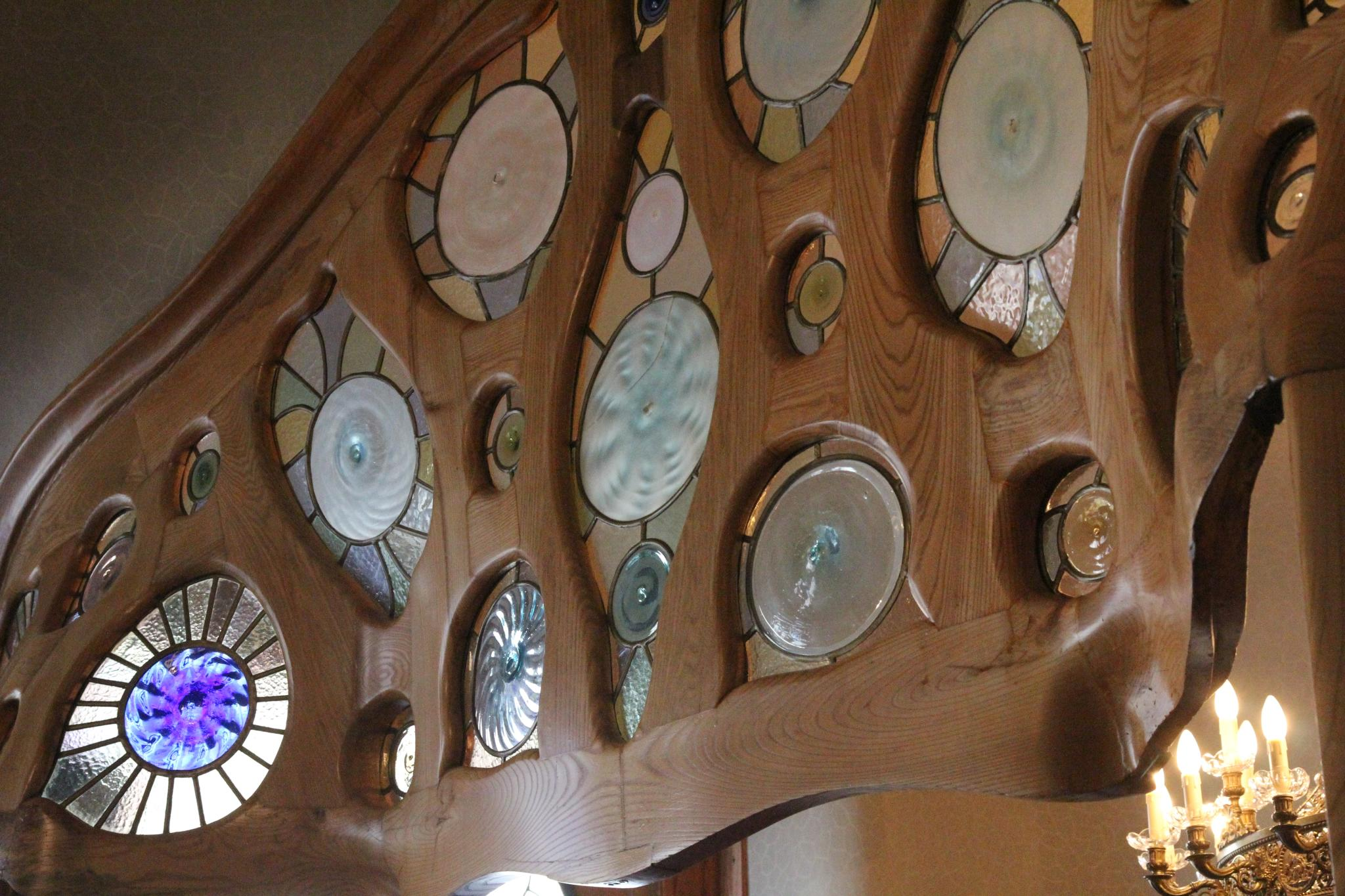
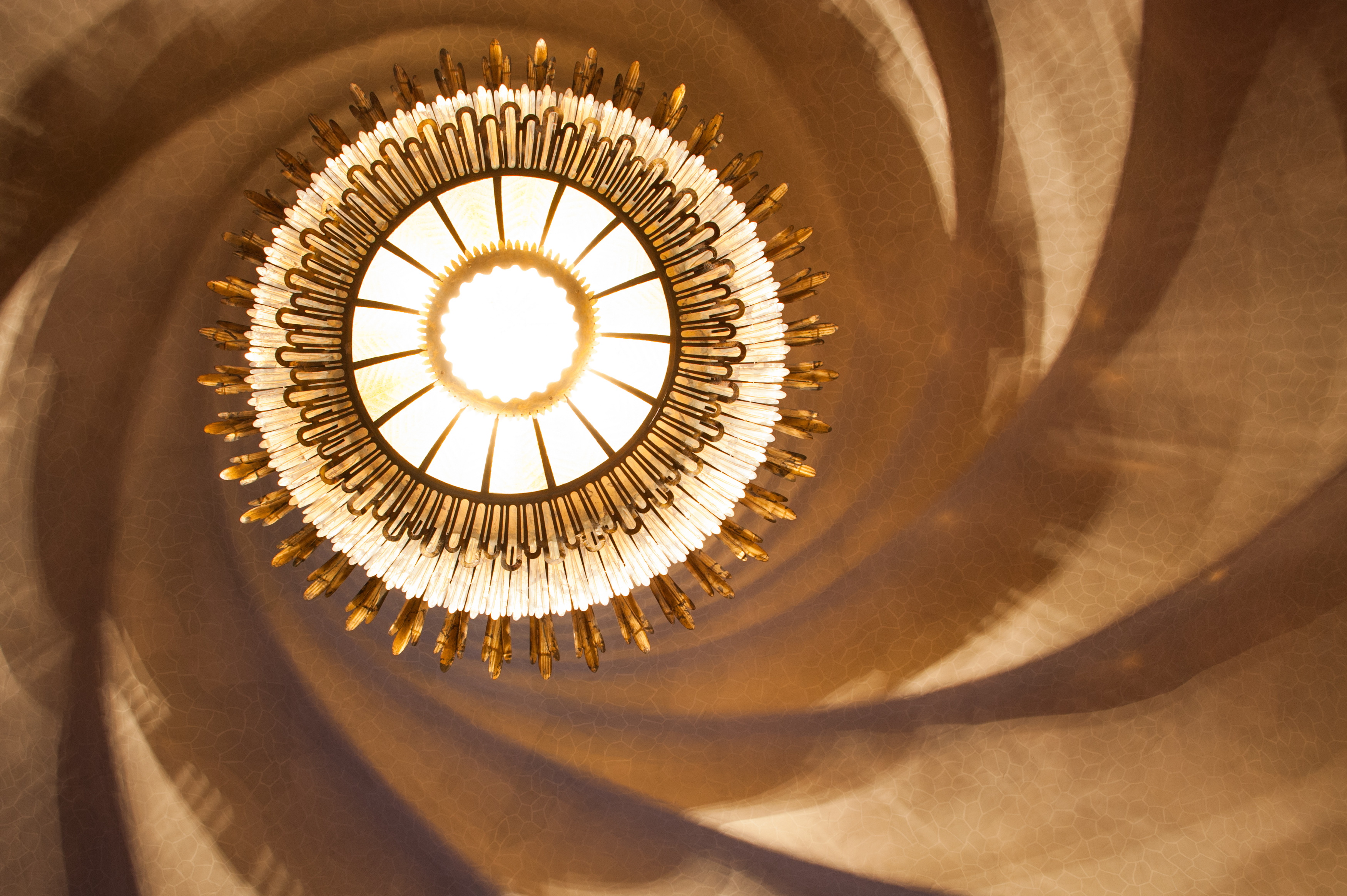
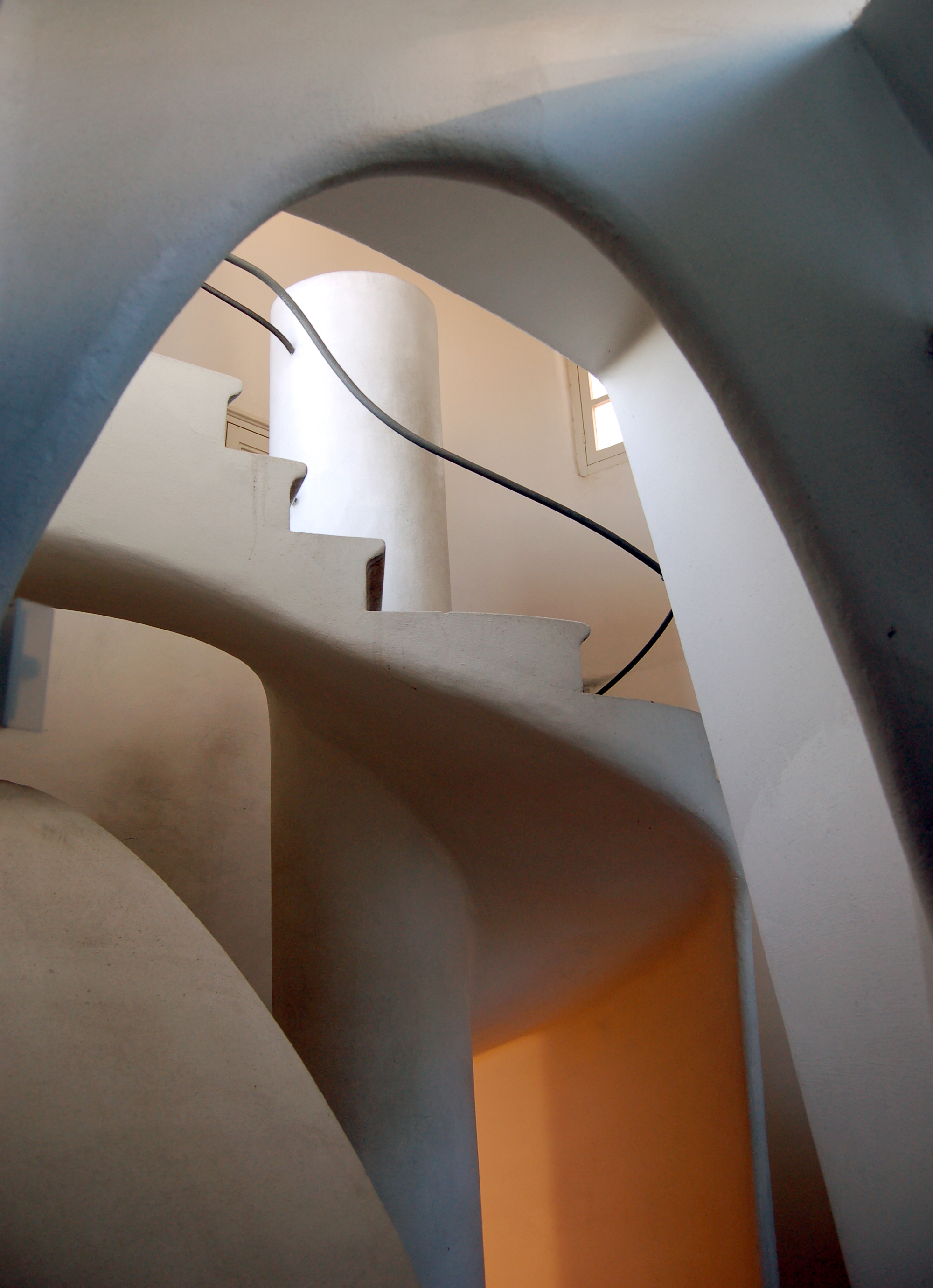
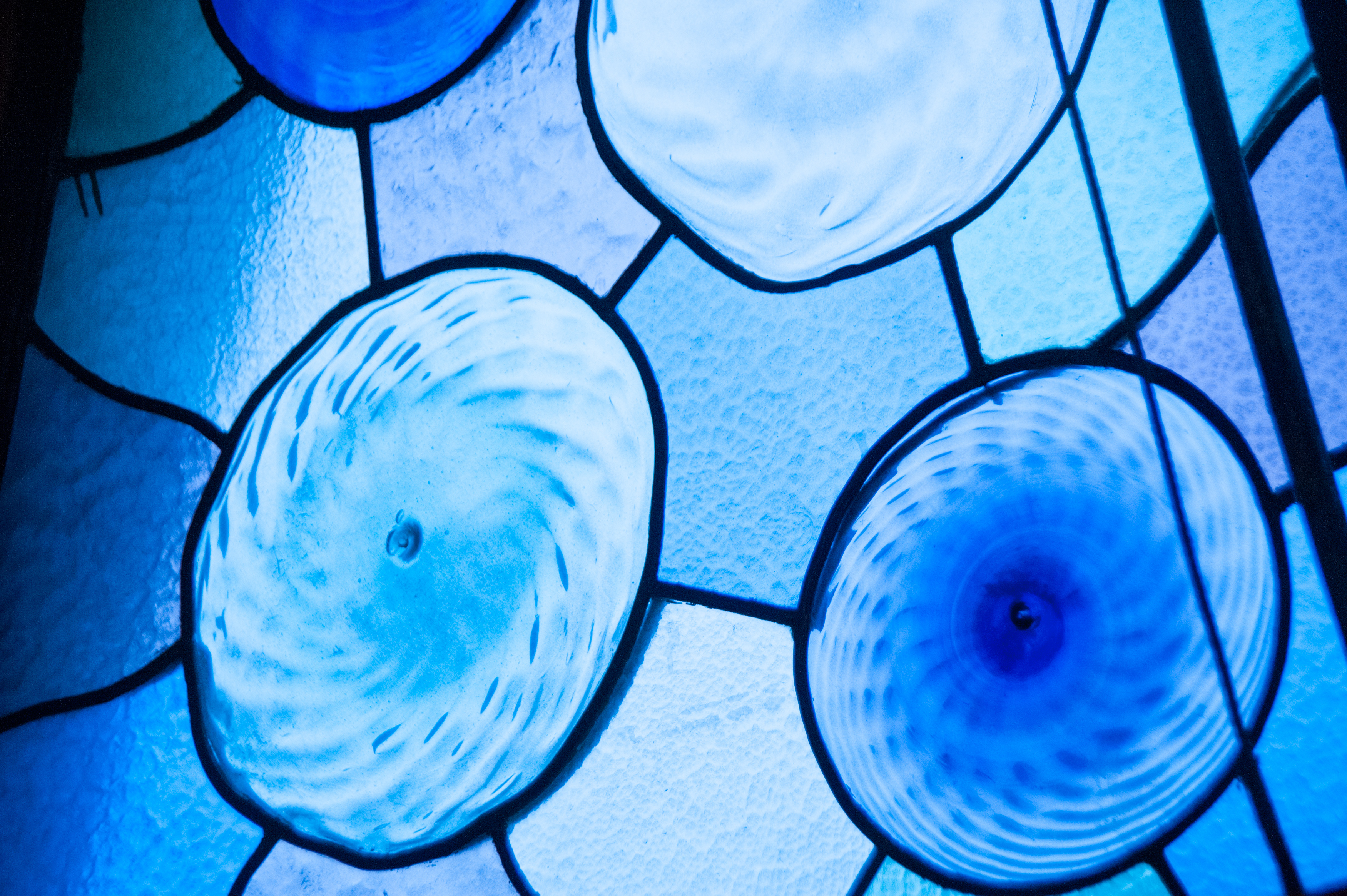
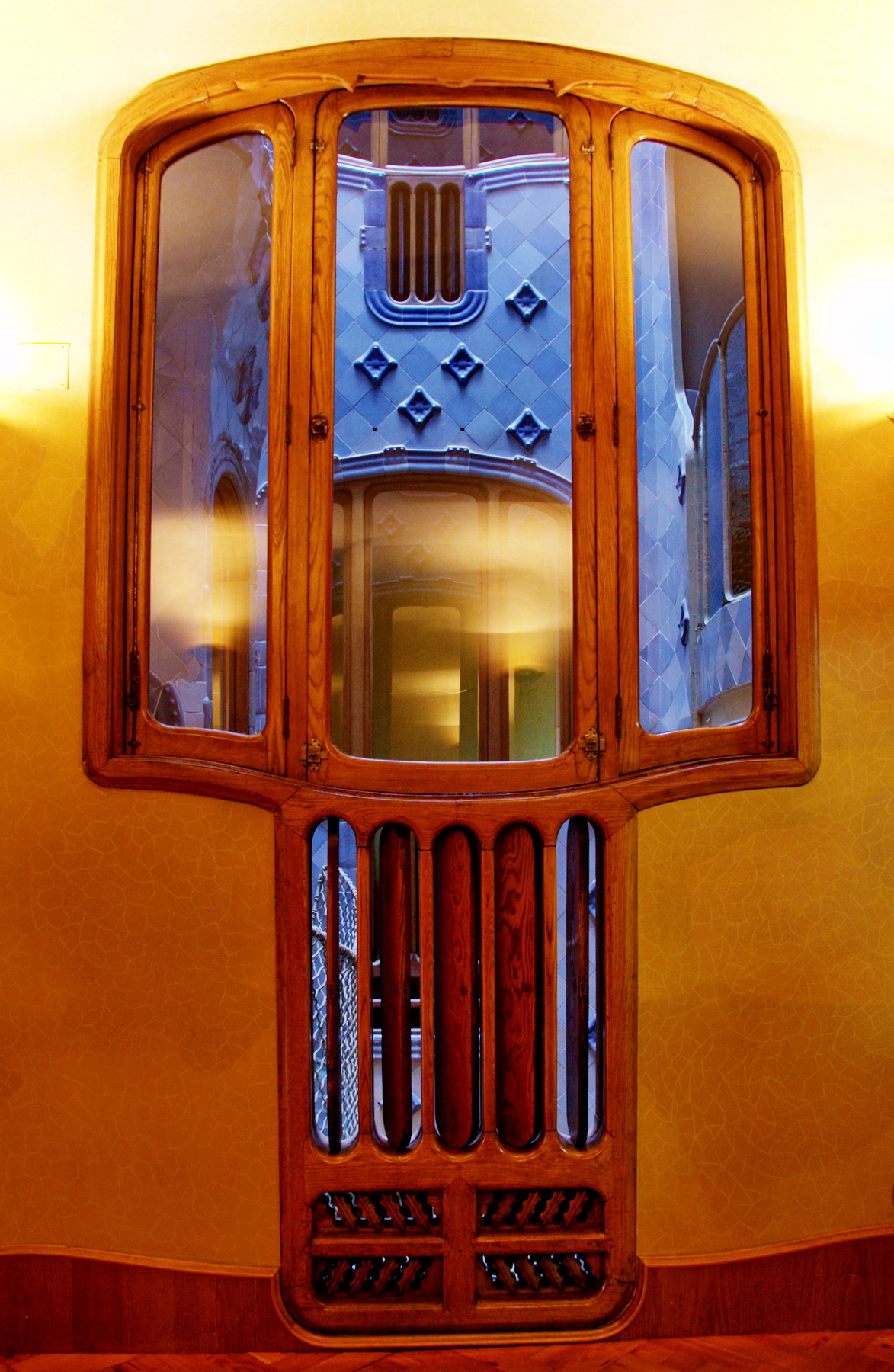
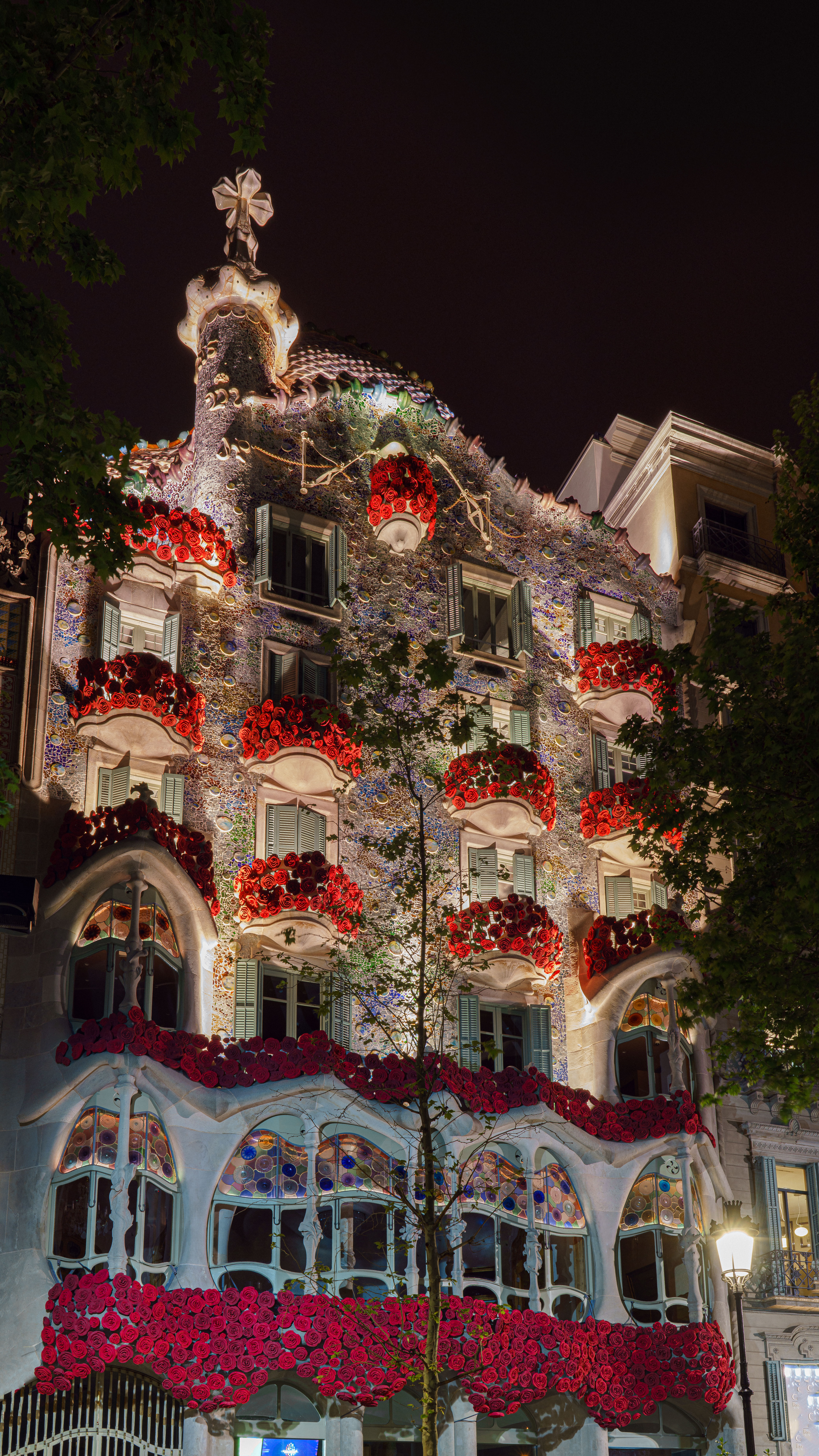
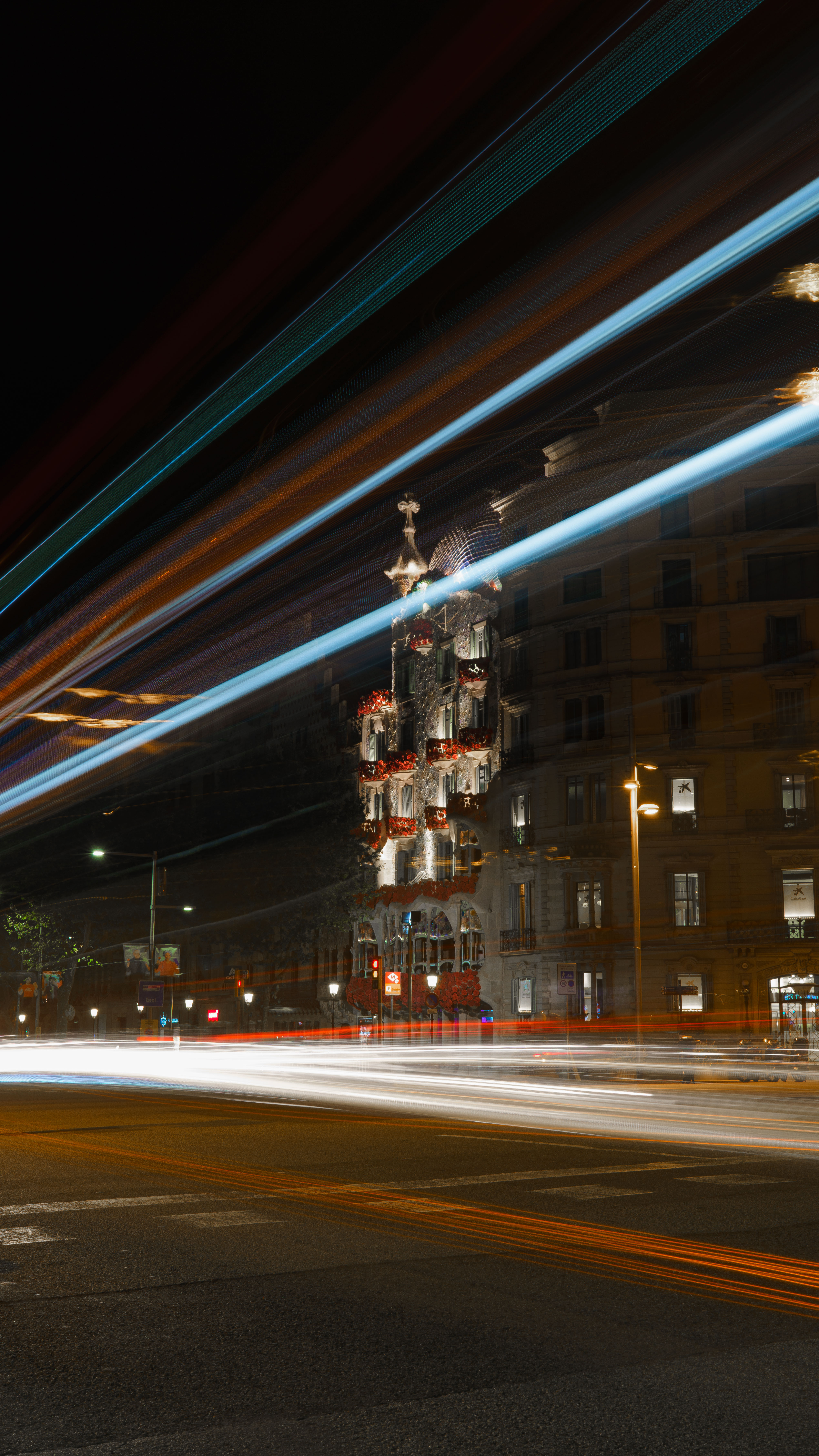
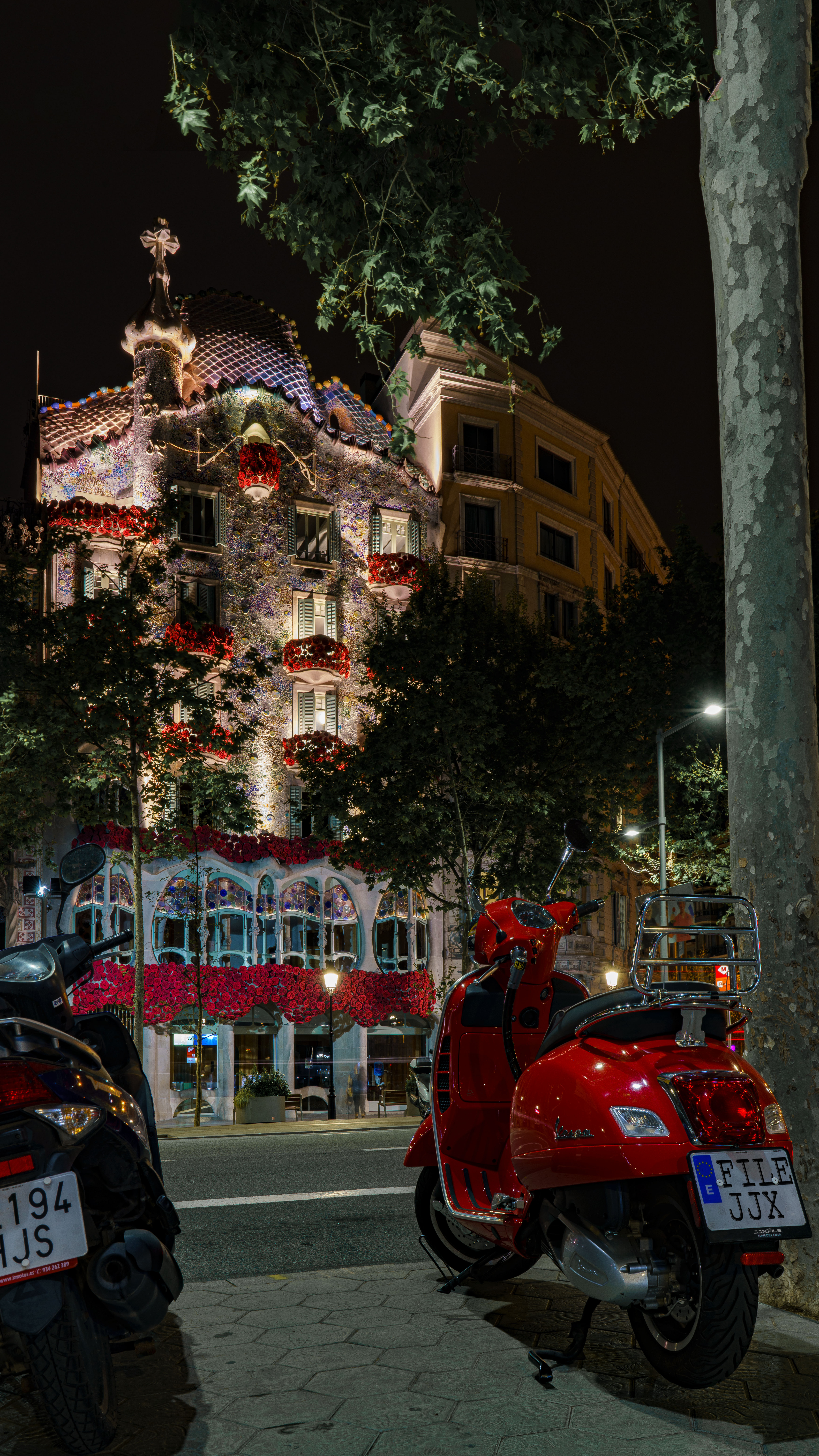
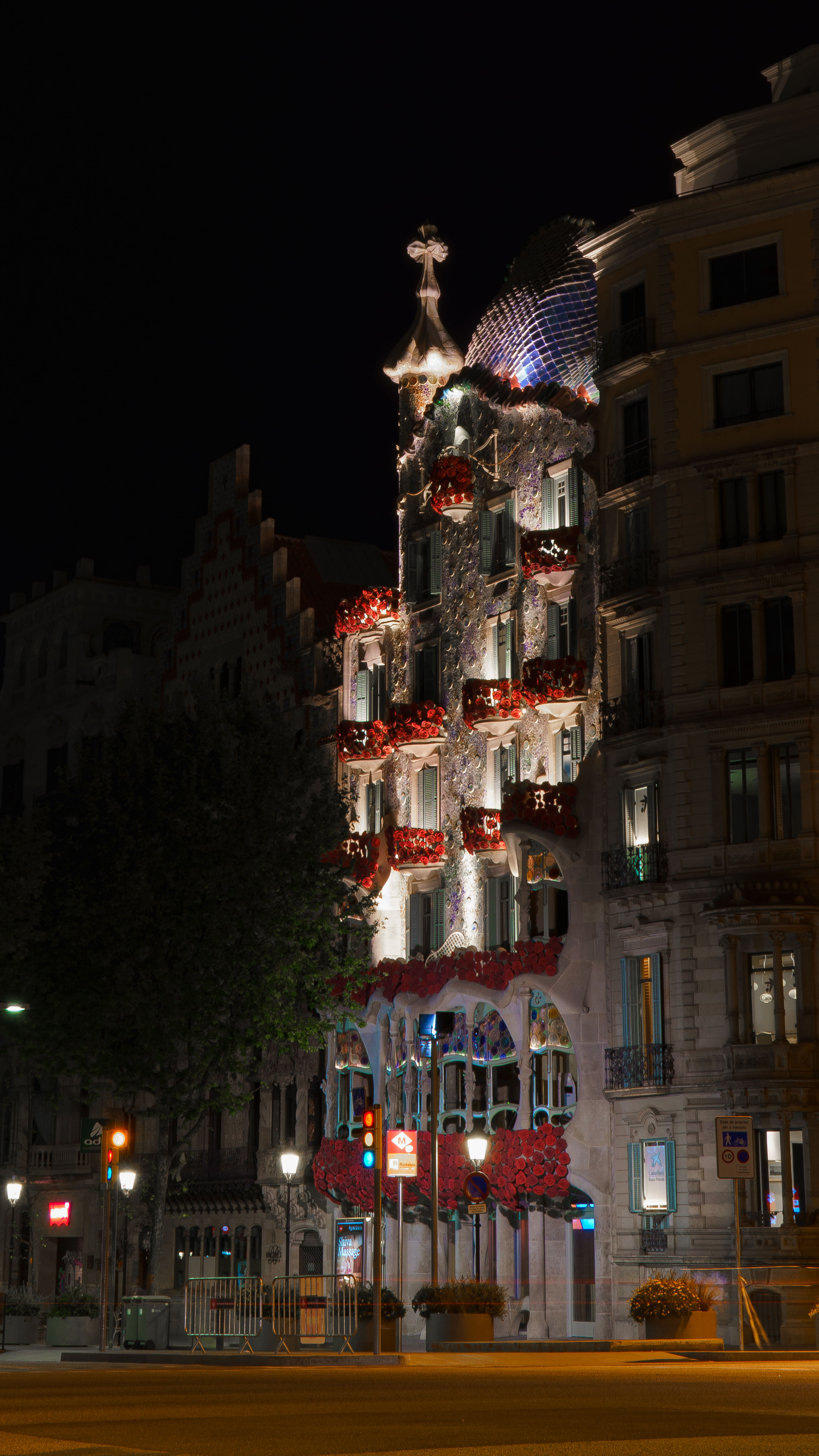